# Estação de Corbeil-Essonnes
A estação de Corbeil-Essonnes é uma estação ferroviária francesa na linha de Villeneuve-Saint-Georges a Montargis, localizada no território da comuna de Corbeil-Essonnes, perto do centro da cidade, no departamento de Essonne na região de Île-de-France. Duas outras estações são estabelecidas na cidade: a estação de Essonnes - Robinson, rue de Robinson, e a estação de Moulin-Galant, rue Paul-Bert.
O embarcadère de Corbeil foi inaugurado pela Compagnie du chemin de fer de Paris a Orléans em 17 de setembro de 1840 durante a abertura de sua linha de Paris a Corbeil. É agora uma estação da Société nationale des chemins de fer français (SNCF), servida por trens da linha D do RER. Ela está localizada a uma distância de 32,37 km de Paris-Gare-de-Lyon.

## Situação ferroviária
Estação de bifurcação, ela está situada no ponto quilométrico (PK) 32,367 da linha de Villeneuve-Saint-Georges a Montargis entre as estações de Évry-Val-de-Seine e de Moulin-Galant e no PK 11,021  da linha de Grigny a Corbeil-Essonnes. Ela é também a origem da linha de Corbeil-Essonnes a Montereau. Sua altitude é de 39 m.

## História

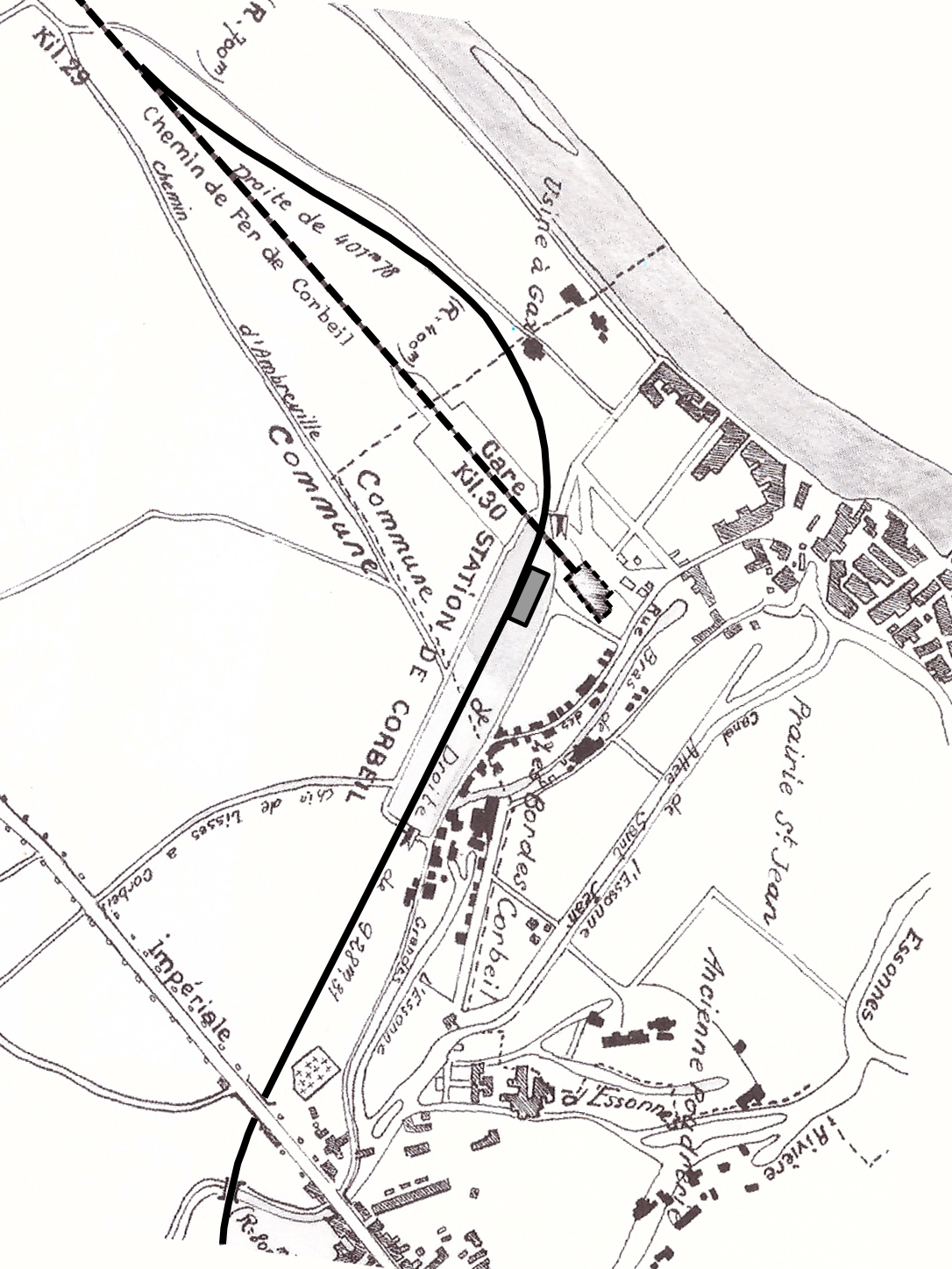
Mapa de Corbeil-Essonnes em 1860 mostrando a posição da primeira estação construída em 1840 (linhas pontilhadas) e da nova estação inaugurada em 1865 (linha sólida)

O embarcadère de Corbeil foi inaugurado pela Compagnie du chemin de fer de Paris à Orléans quando sua linha de Paris a Corbeil foi aberta em 17 de setembro de 1840.
Originalmente, quando a estação era o terminal da linha, o edifício de passageiros estava localizado ao longo da atual rue de la Seine, a uma centena de metros a leste da posição da estação atual e estava orientada no sentido noroeste-sudoeste. O embarcadère estava localizado no final da linha, que seguia o curso do Sena depois de Paris. O prolongamento da linha até Maisse (primeiro trecho da linha até Montargis), ao longo do vale de Essonne, obrigou a curvar a linha no sentido sudoeste e a construção de uma nova estação, virada a nordeste - sudoeste, que entrou em serviço em 5 de janeiro de 1865.
Em 13 de agosto de 1944, cerca de 20 h, a estação de Corbeil sofreu um bombardeio aéreo por aviões das forças aliadas. Este bombardeio visa o entroncamento ferroviário da estação e as fábricas vizinhas. Provocou a morte de 26 pessoas e 52 feridos.
O edifício de passageiros da estação manteve a sua aparência até 1979, altura em que a fachada exterior do edifício foi alterada pela instalação de um revestimento metálico branco a circundar todo o primeiro piso.
Em 2013, uma nova plataforma central, servindo duas novas vias, foi construída no extremo oeste da estação. A plataforma e as duas vias foram construídas na faixa de domínio de três antigas vias de serviços. Esse desenvolvimento aumentou para sete o número de pistas acessíveis aos trens da linha RER.
No final de 2017, uma passarela, que atravessa as vias da estação na sua extremidade sul, foi inaugurada.
Em 2018, segundo estimativas da SNCF, a frequência anual da estação foi de 8 546 000 passageiros, número arredondado à centena mais próxima.

Em 2020, a fachada externa do edifício de passageiros foi reformada e uma nova cobertura foi instalada.

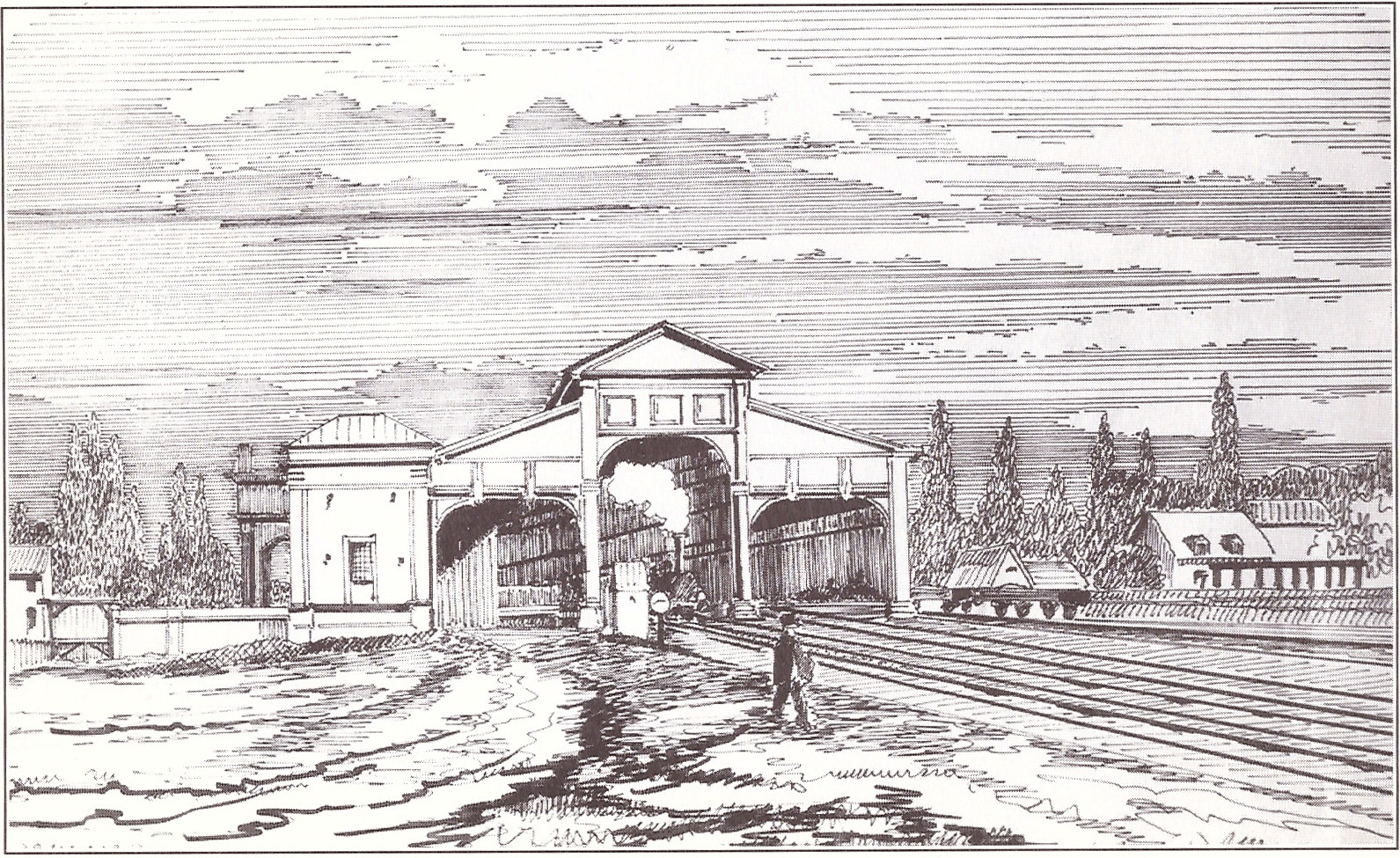
Dessin de l'embarcadère en 1843.
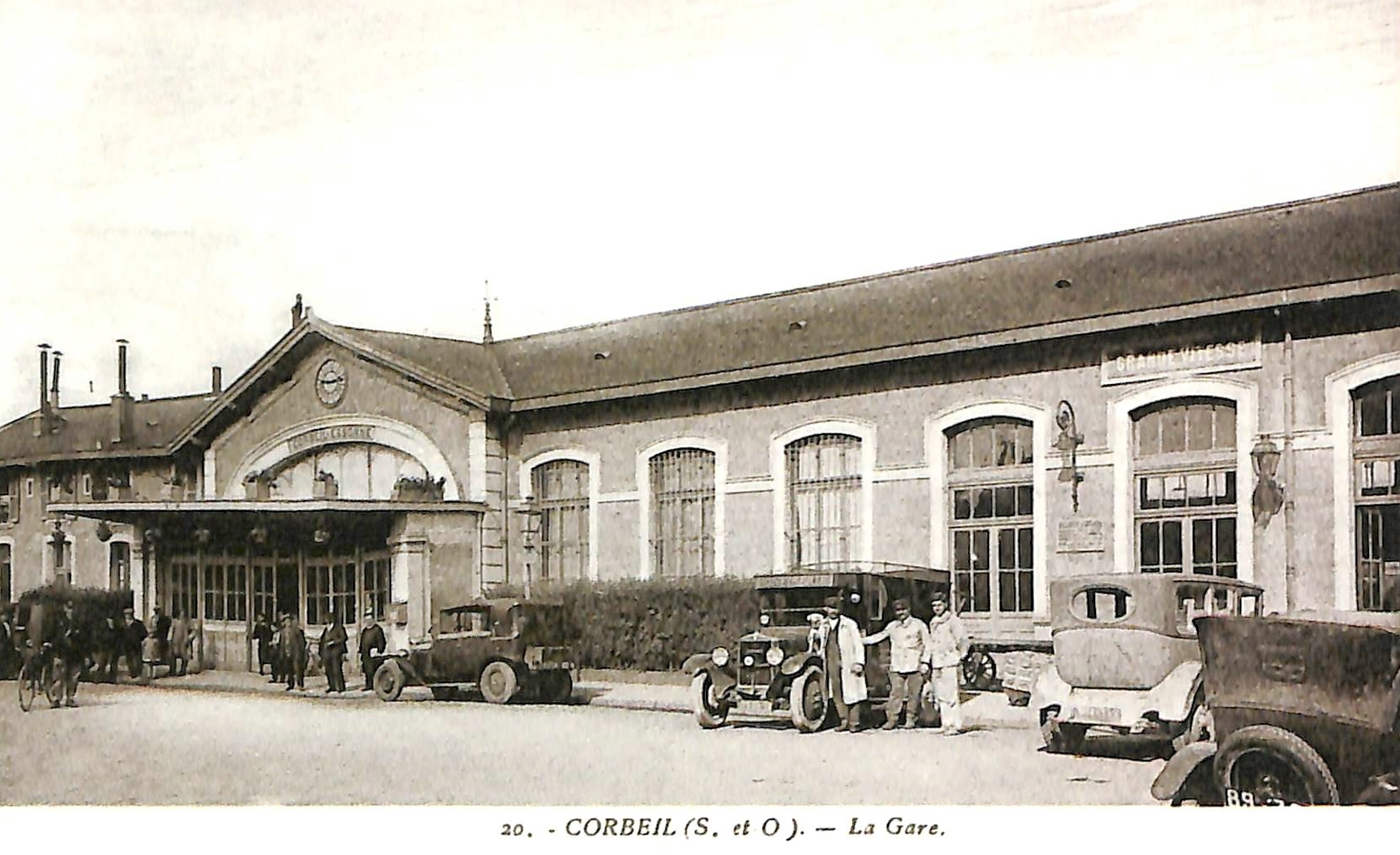
Le bâtiment voyageurs au début du XXe siècle.
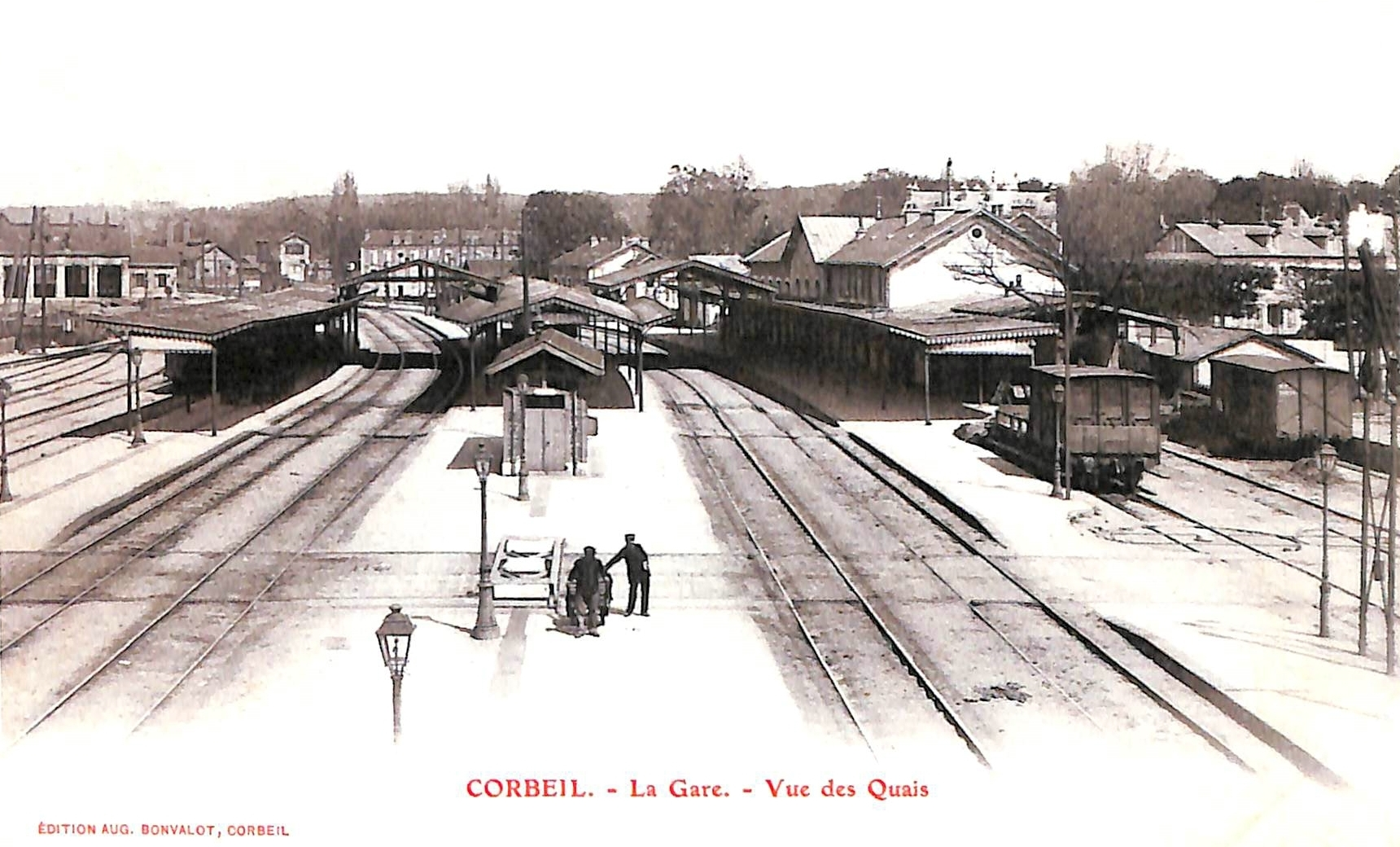
L'intérieur de la gare au début du XXe siècle.

## Serviço aos viajantes

### Entrada

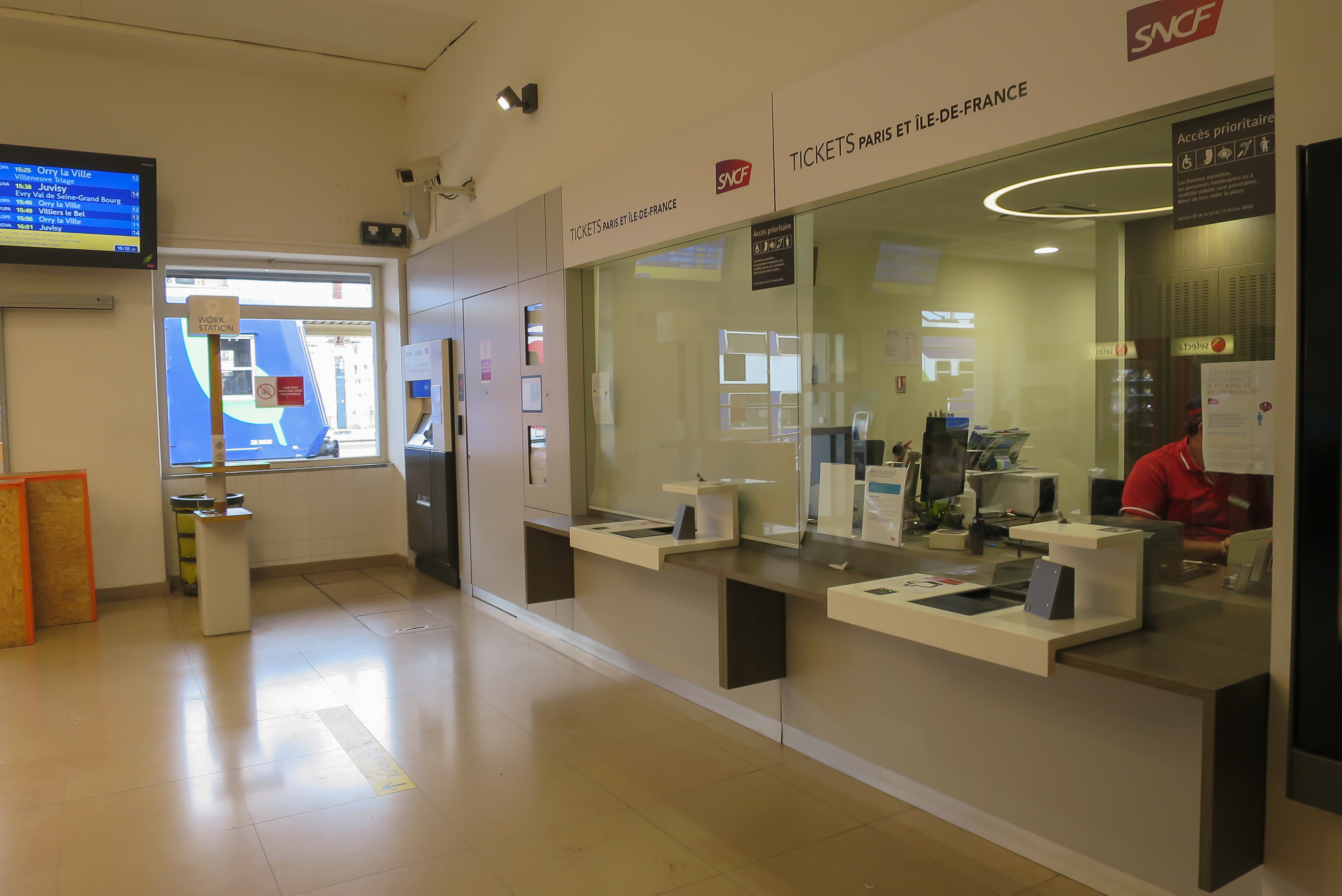
Interior do edifício de passageiros.

Estação SNCF da rede Transilien, tem pessoal permanente e um edifício de passageiros aberto todos os dias. Em particular, está equipado com máquinas de venda automática de bilhetes de transporte (Transilien, Navigo e bilhetes de linha principal), do "sistema de informações de trânsito em tempo real" e diversas facilidades para pessoas com mobilidade reduzida.
No centro da estação, uma passagem subterrânea pública liga a Place Henri-Barbusse (localizada em frente ao edifício de passageiros) à estação rodoviária Émile-Zola (localizada atrás da estação). Permite atender todas as plataformas da estação por escadas. No extremo sul da estação, uma passarela localizada acima dos trilhos também dá acesso às plataformas por meio de escadas e elevadores.

### Ligação
A estação é servida pelos trens da linha D do RER. Para muitos trens, esta estação é um terminal, mas outros continuam para Melun ou Malesherbes. O tempo de viagem de ou para Paris-Gare-de-Lyon é de aproximadamente 45 minutos.

### Vias e plataformas
A estação tem sete vias e quatro plataformas: uma plataforma lateral acessível diretamente do edifício de passageiros e da Place Henri-Barbusse, e três plataformas centrais acessíveis a partir da passagem subterrânea pública ou da nova passarela inaugurada em 2018.
Desde o serviço anual de 2019 (SA2019), lançado em 9 de dezembro de 2018, a numeração das plataformas e suas atribuições foram alteradas, seja de sul (acesso do edifício de passageiros) a norte (acesso da rodoviária):
- plataforma 10 (antiga via 1 da plataforma lateral): trens para Malesherbes;
- plataforma 11 (antiga via A da plataforma central 1): trens de ou para Paris;
- plataforma 12 (antiga via B da plataforma central 1): trens de ou para Paris;
- plataforma 13 (antiga via C da plataforma central 2): trens de ou para Paris;
- plataforma 14 (antiga via 2 da plataforma central 2): trens de Malesherbes;
- plataforma 15 (antiga via 4 da plataforma central 3): trens de ou para Melun;
- plataforma 16 (antiga via 6 da plataforma central 3): trens de ou para Melun.

Sélection de vues des quais de la gare
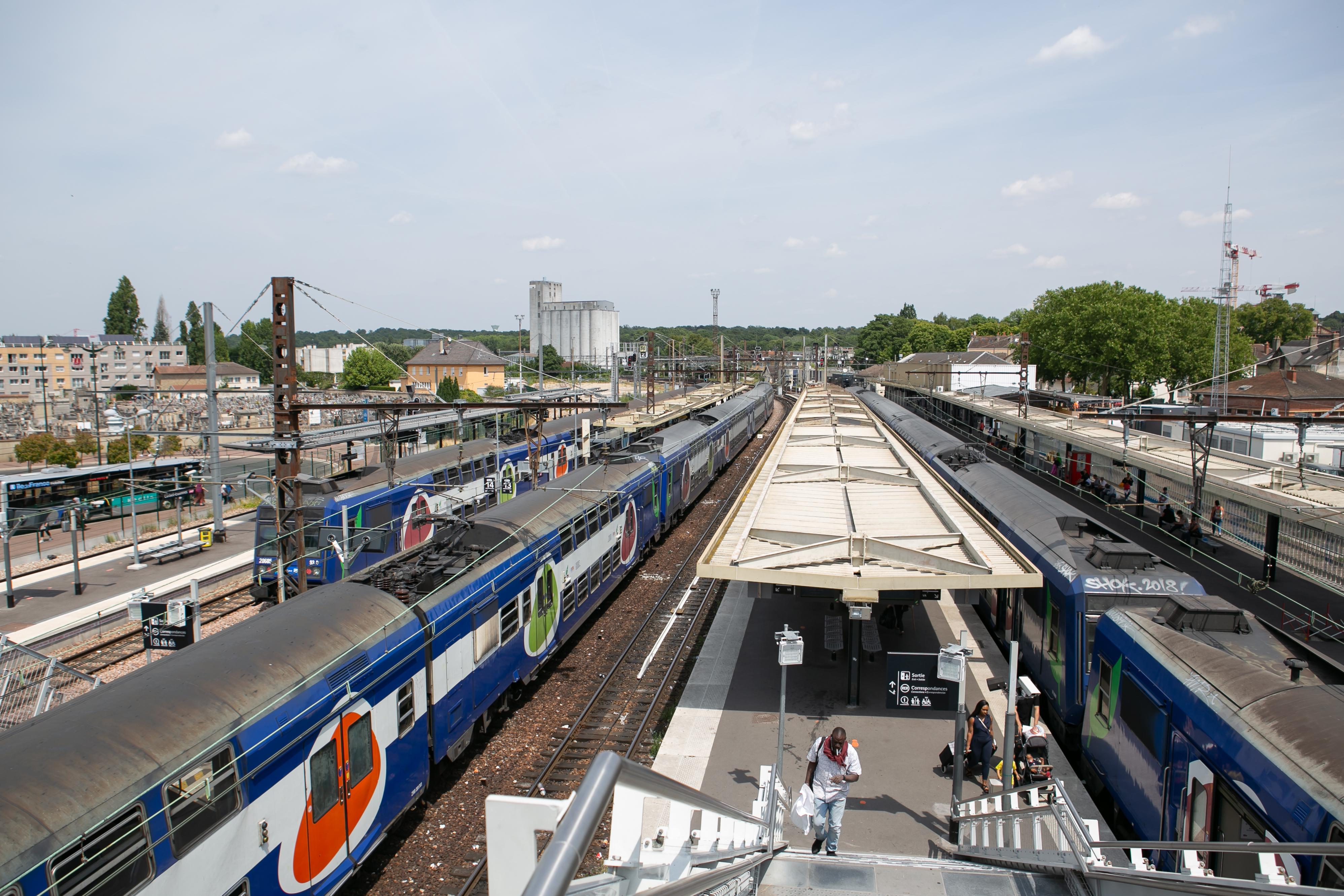
Vue générale des quais.
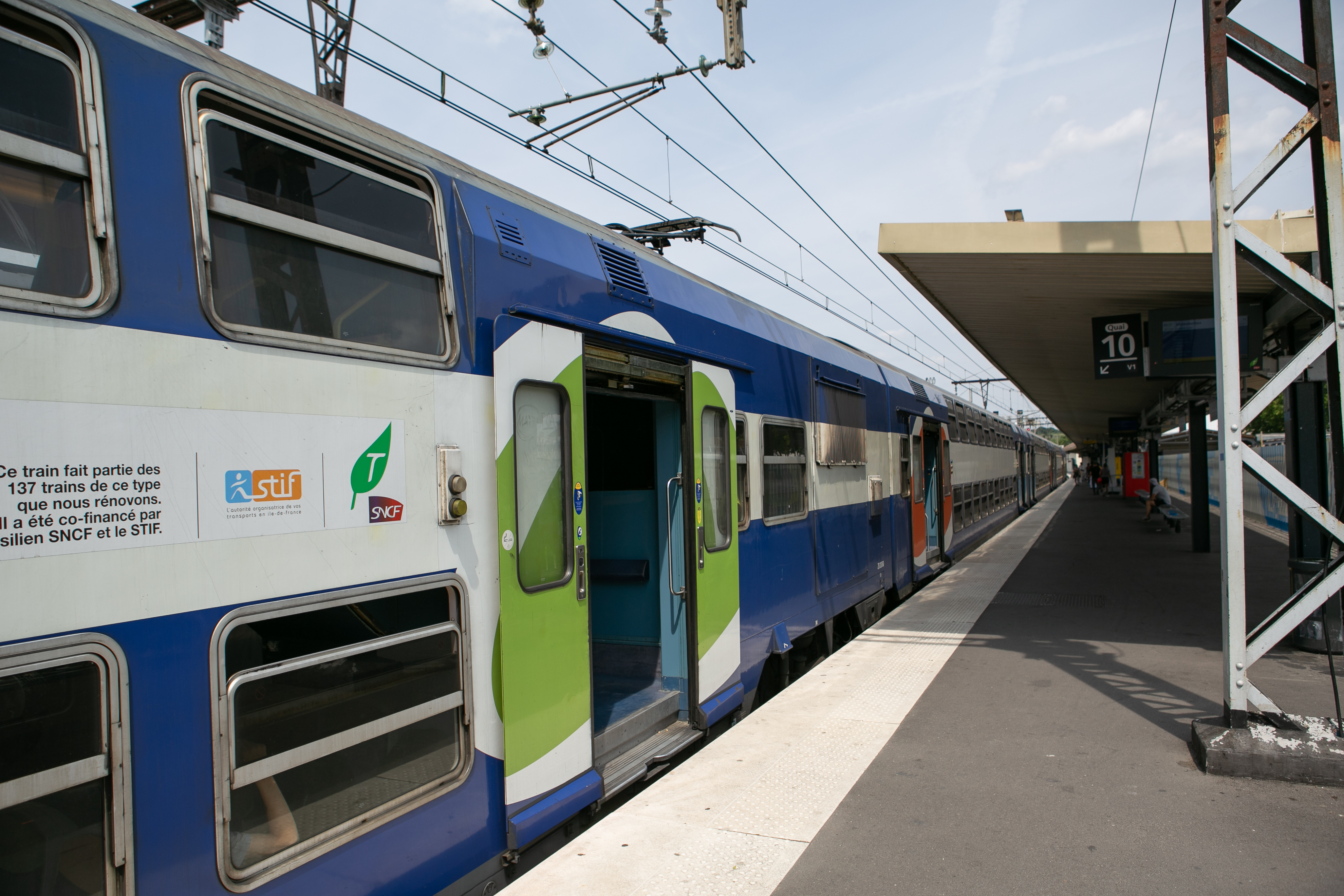
Vue du quai 10.
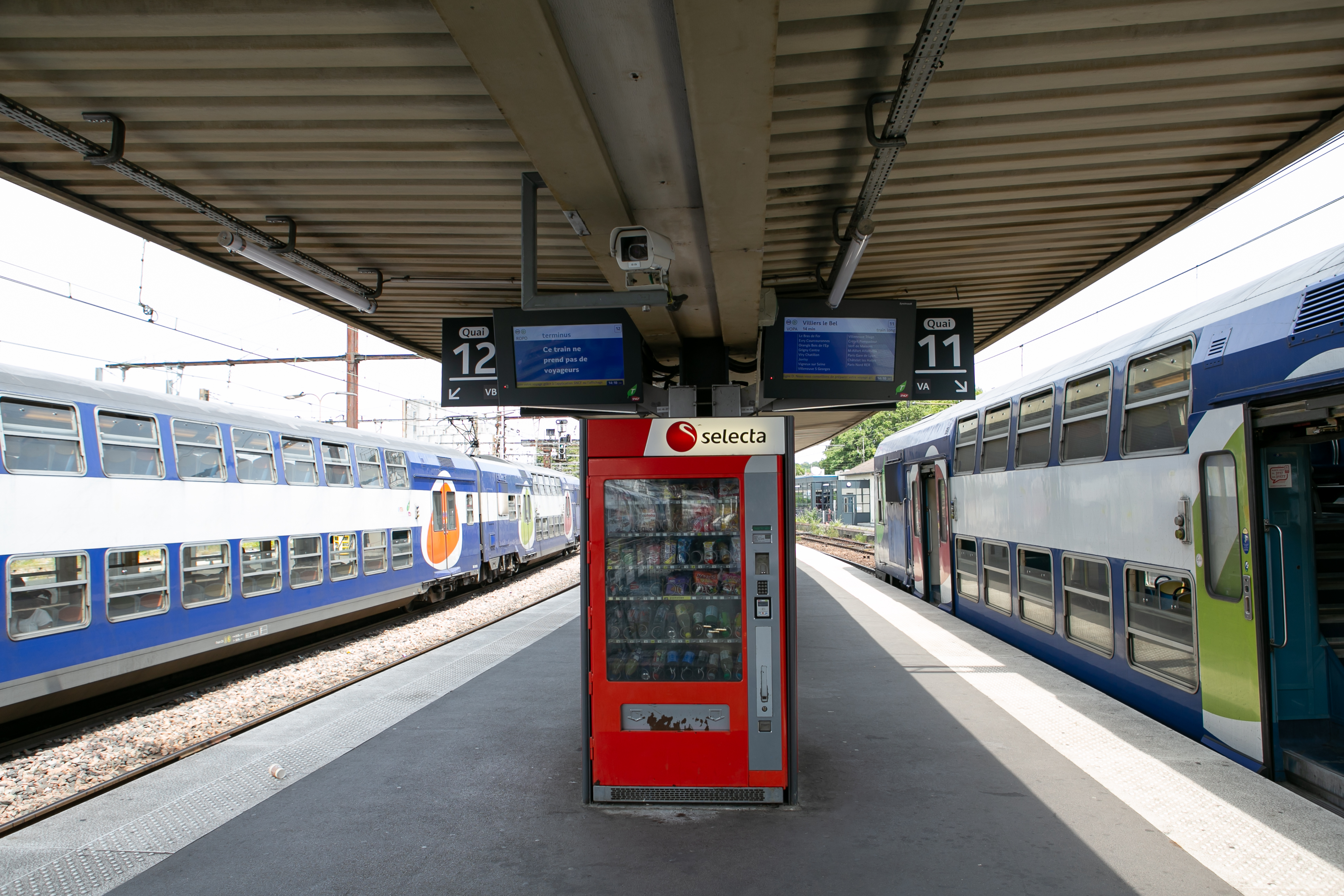
Vue des quais 11 et 12.
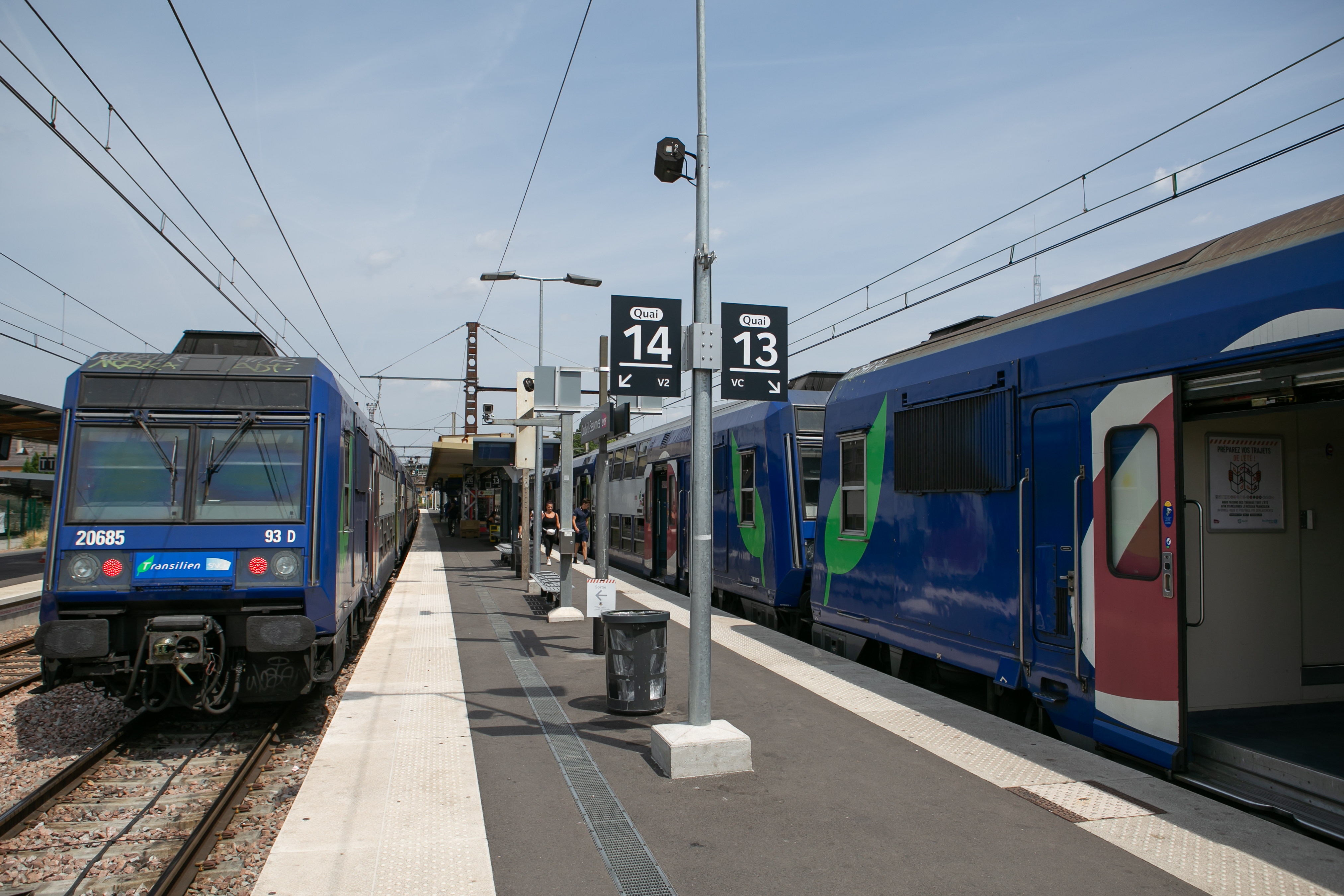
Vue des quais 13 et 14.
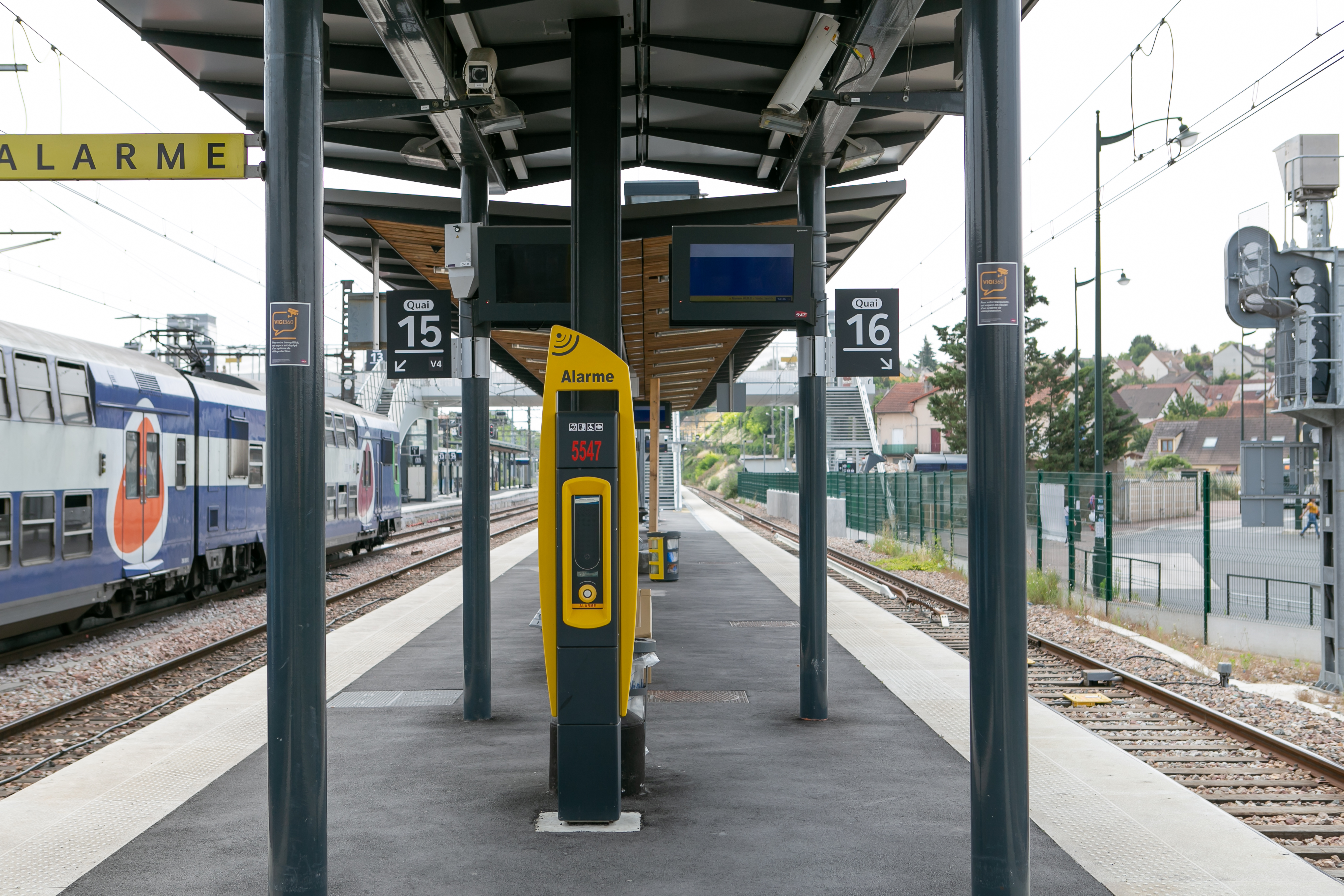
Vue des quais 15 et 16.

Situada perto do centro da cidade, a estação possui estacionamento para veículos, ponto de táxi e estacionamento para bicicletas.

### Intermodalidade
Duas estações rodoviárias estão situadas em ambos os lados da estação: o terminal rodoviário Henri-Barbusse (ao sul, em frente ao edifício de passageiros) e o terminal rodoviário Émile-Zola (ao norte). A estação é servida pela linha 1 da T Zen, pelas linhas 300, 301, 302, 303, 304, 305 e 312 da rede de ônibus Seine Essonne Bus, pelas linhas 401, 402 e 405 da rede de ônibus TICE, pela linha 7001 da empresa de transportes Cars Sœur, pela linha 284.006 da empresa de transportes Les Cars Bleus e, à noite, pelas linhas N135 e N144 do serviço Noctilien.

Desde junho de 2012, a estação de Corbeil-Essonnes está equipada com um abrigo para bicicletas Véligo.

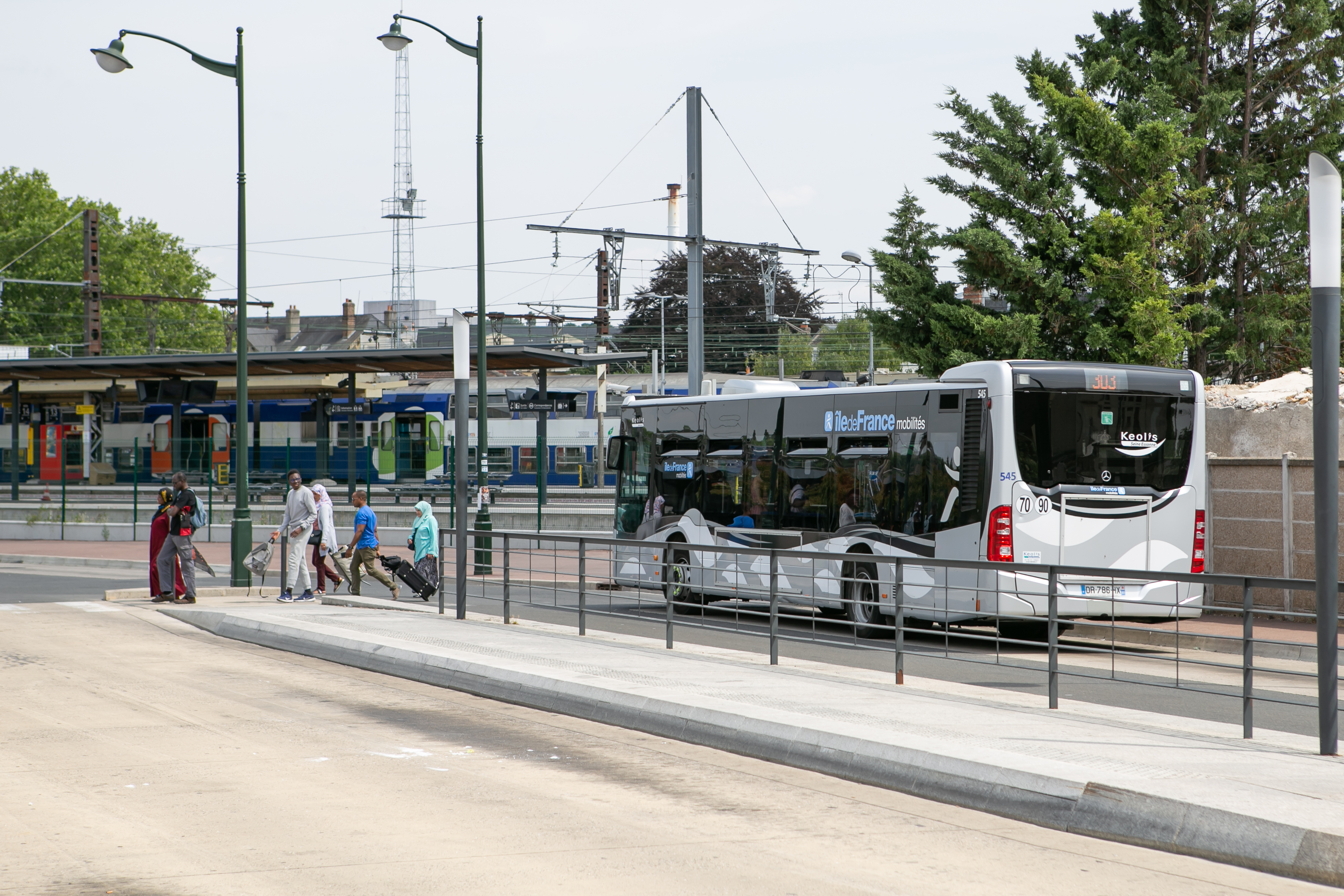
Uma linha de ônibus 301 na parada da estação de ônibus Émile-Zola.
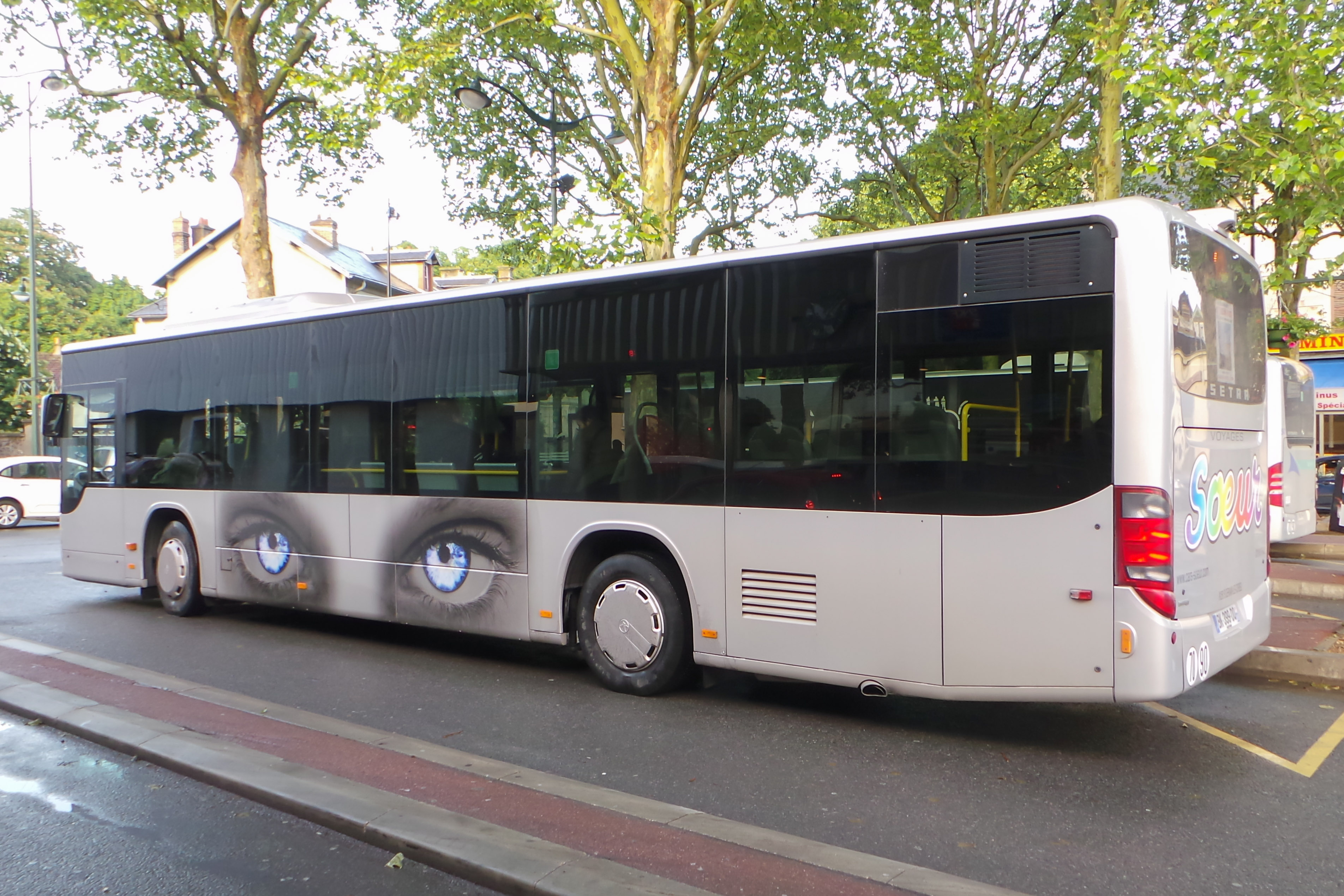
Um ônibus 7001 na parada da estação de ônibus Henri-Barbusse.
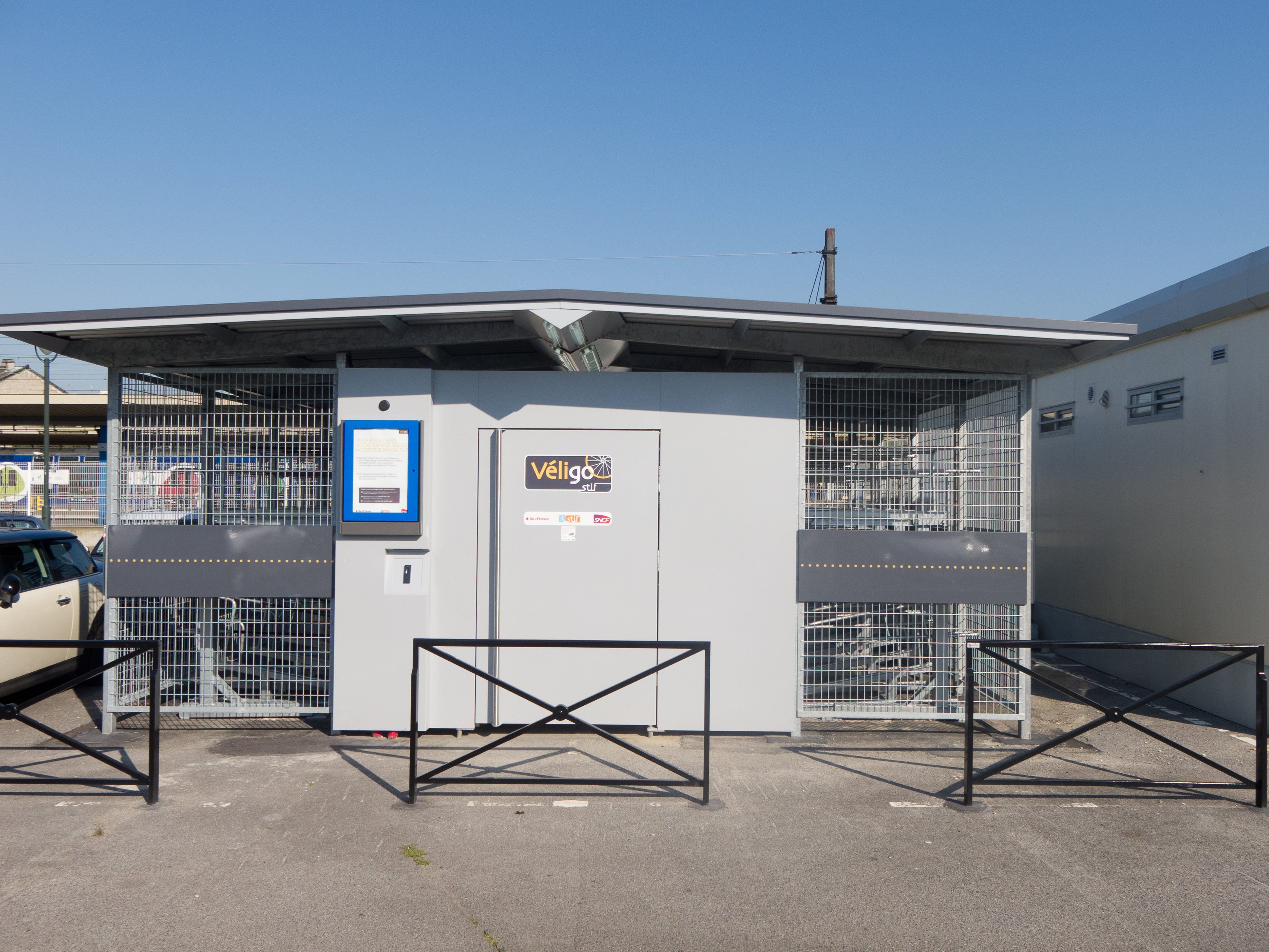
O abrigo Véligo na estação.
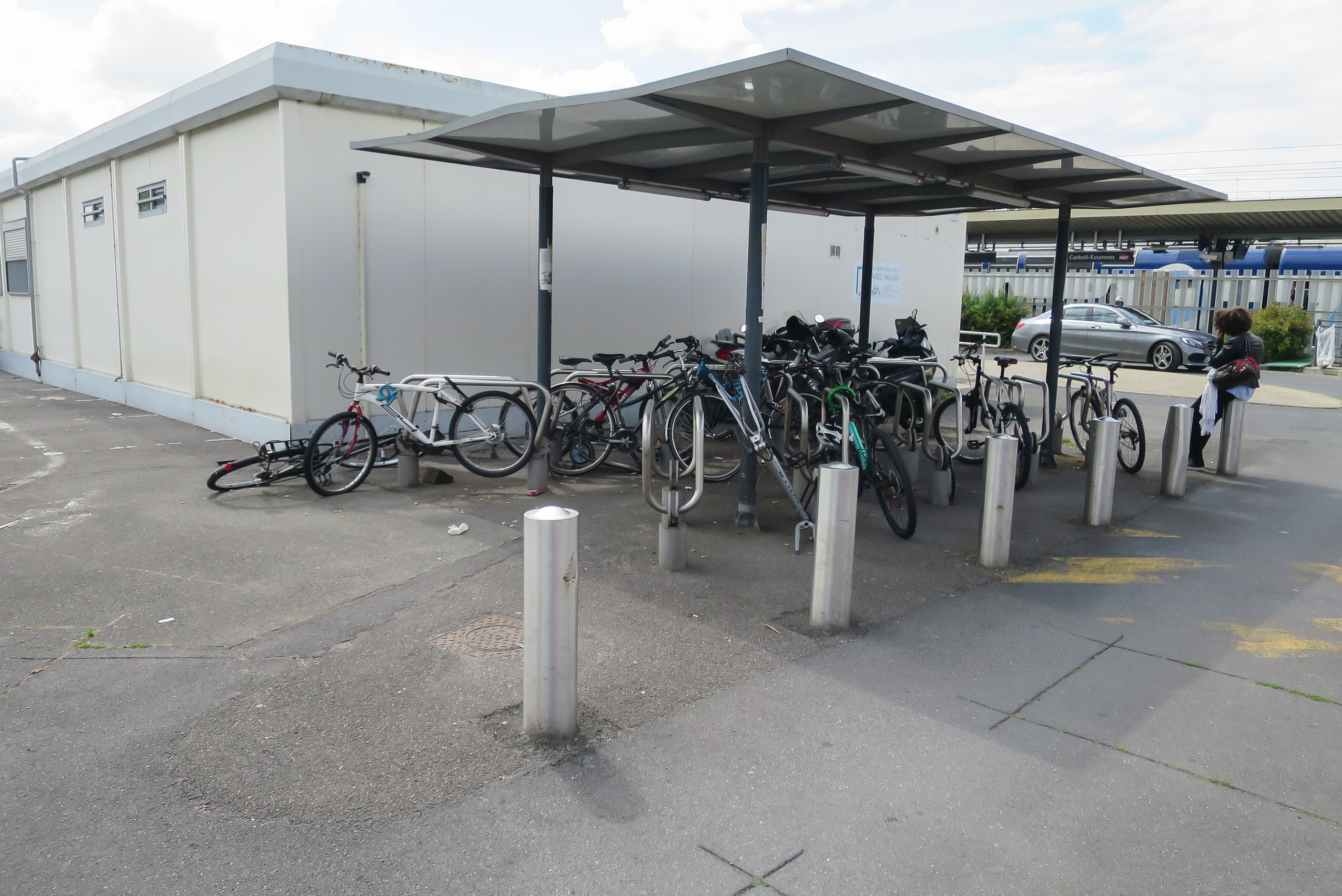
Estacionamento de bicicletas na estação.

## Serviço de carga
Esta estação está aberta ao serviço de transporte de carga (todas as mercadorias incluindo vagão isolado).

## Nova plataforma
No âmbito das obras de modernização da linha D, conforme definido pelo esquema de princípio do RER D adoptado pelo Conselho de Administração do STIF em 8 de Julho de 2009, uma plataforma adicional entre a via 4 e a via 6 (antigas vias de serviço) foi construída de julho de 2012 a novembro de 2013. Esta nova plataforma, localizada ao lado da rodoviária, oferece uma posição de estacionamento adicional e permite ter duas vias na plataforma para trens em proveniência de ou em destino para Paris via Ris-Orangis (linha chamada de "la Vallée"). Esta plataforma é a primeira "plataforma alta" da estação que agora possui quatro plataformas e sete vias de plataforma.

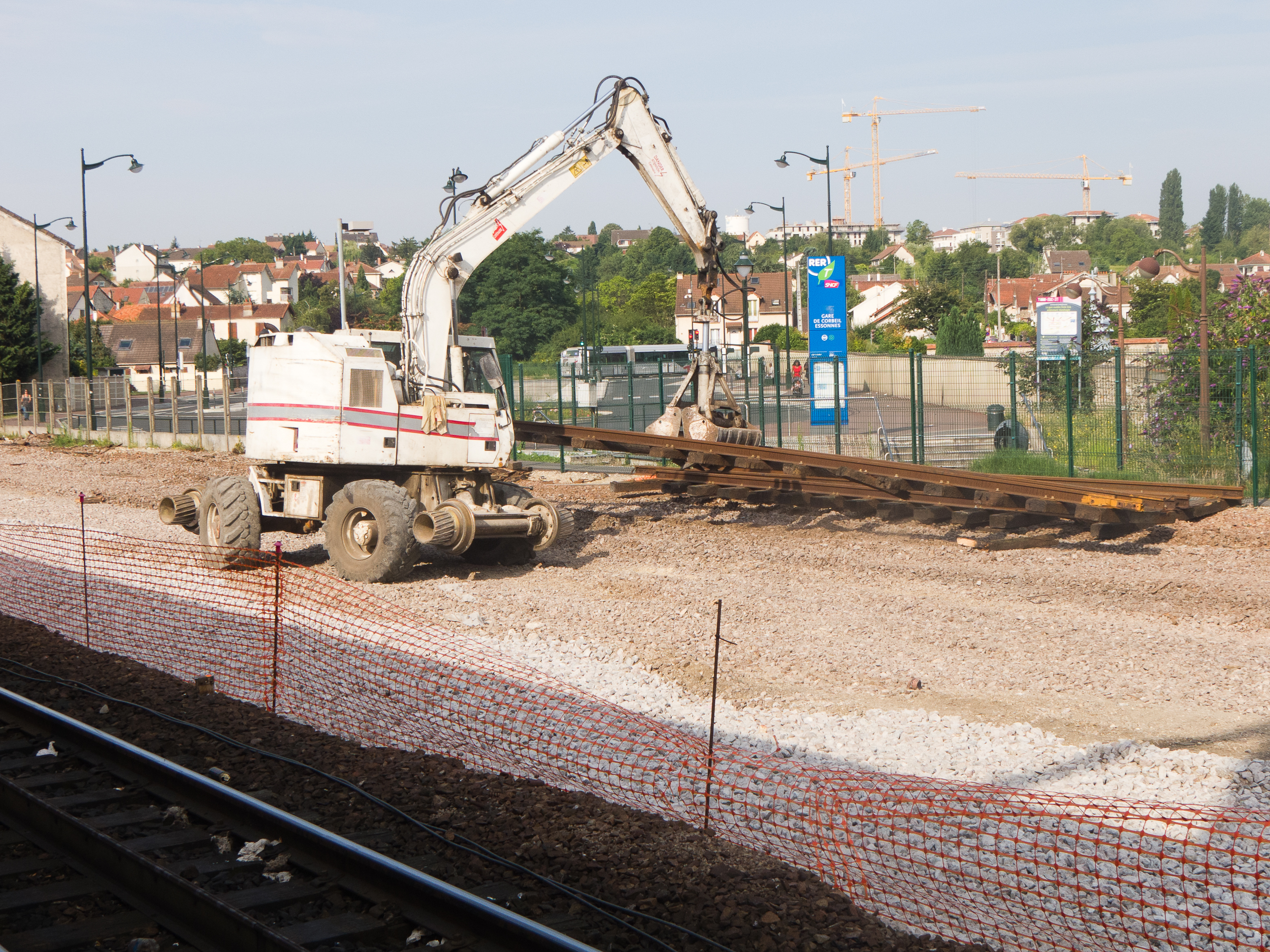
Remoção das faixas 4, 6 e 8 em julho de 2012.
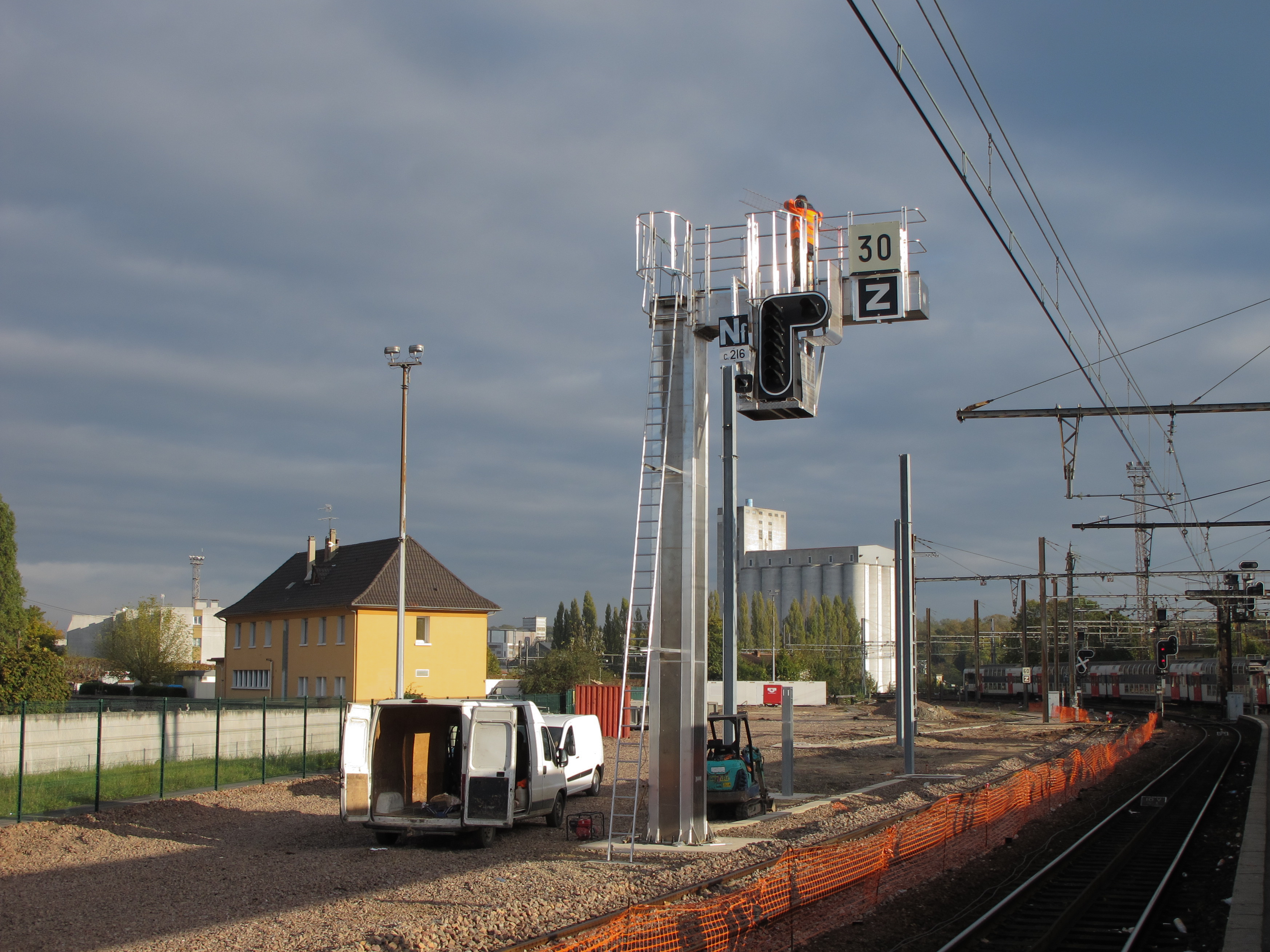
Instalação de nova sinalização em outubro de 2012.
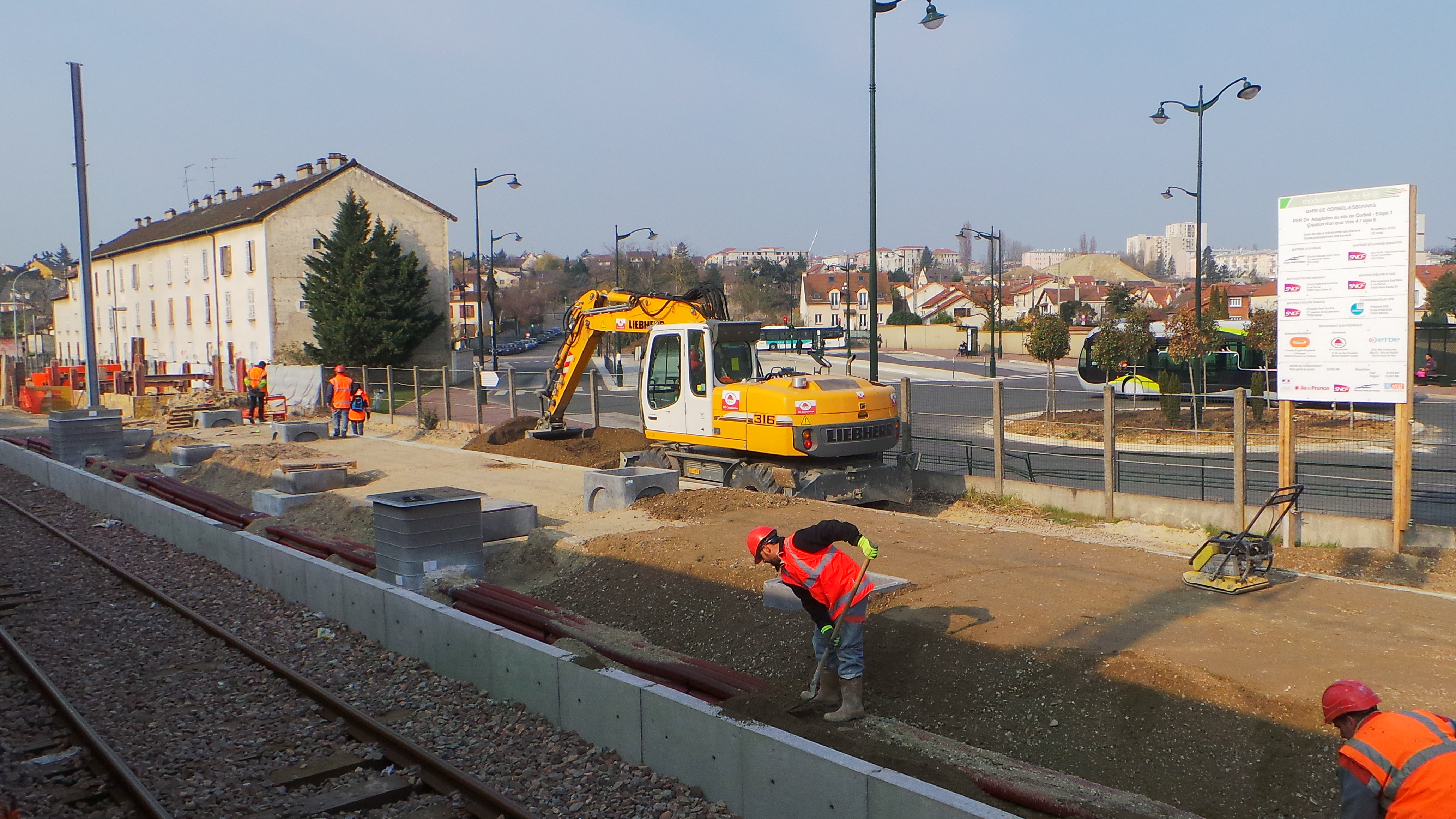
Construção da plataforma e colocação da nova via 6 em março de 2013.
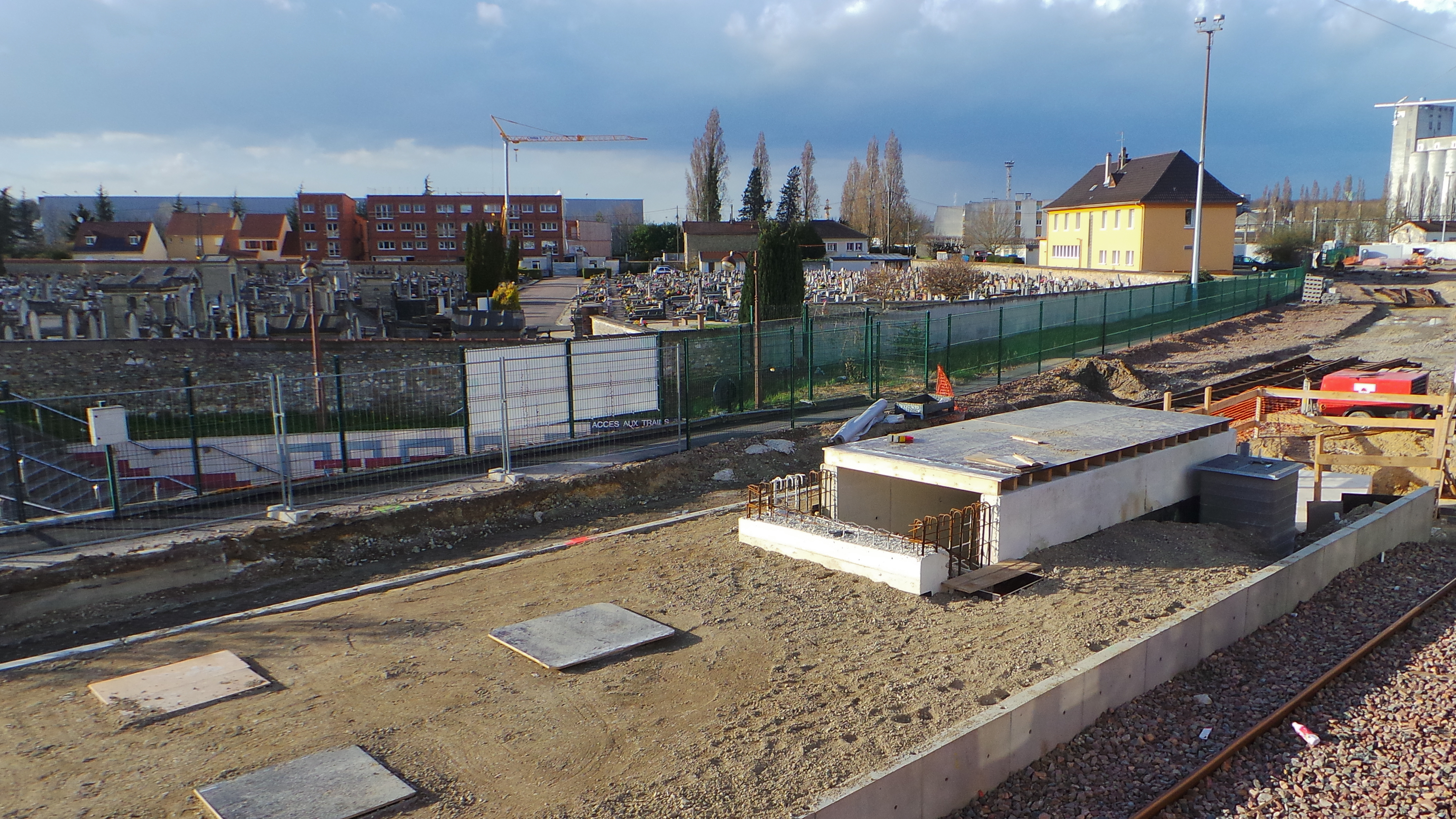
Construção do cais e acesso ao metro em abril de 2013.
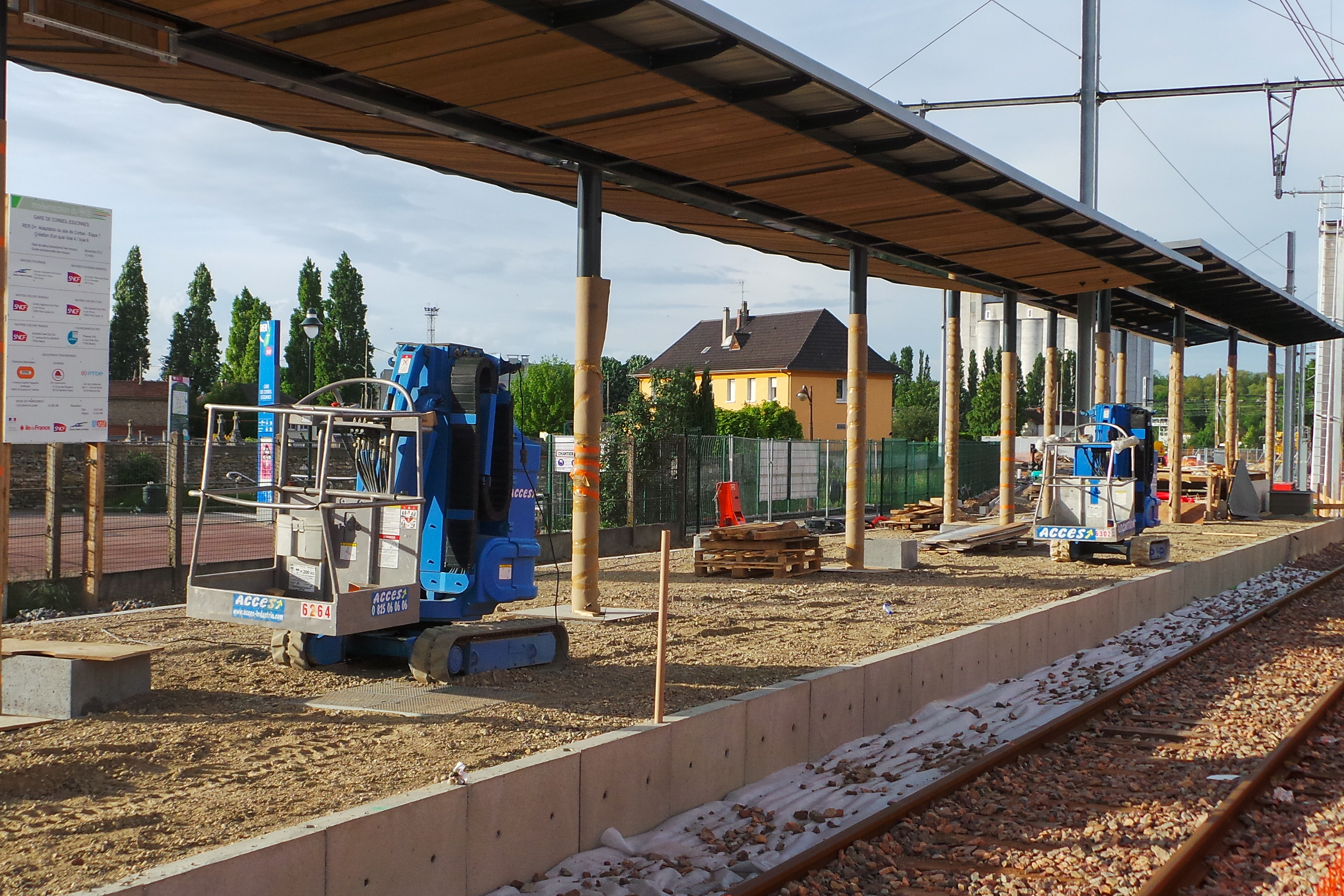
Instalação de abrigos portuários em maio de 2013.
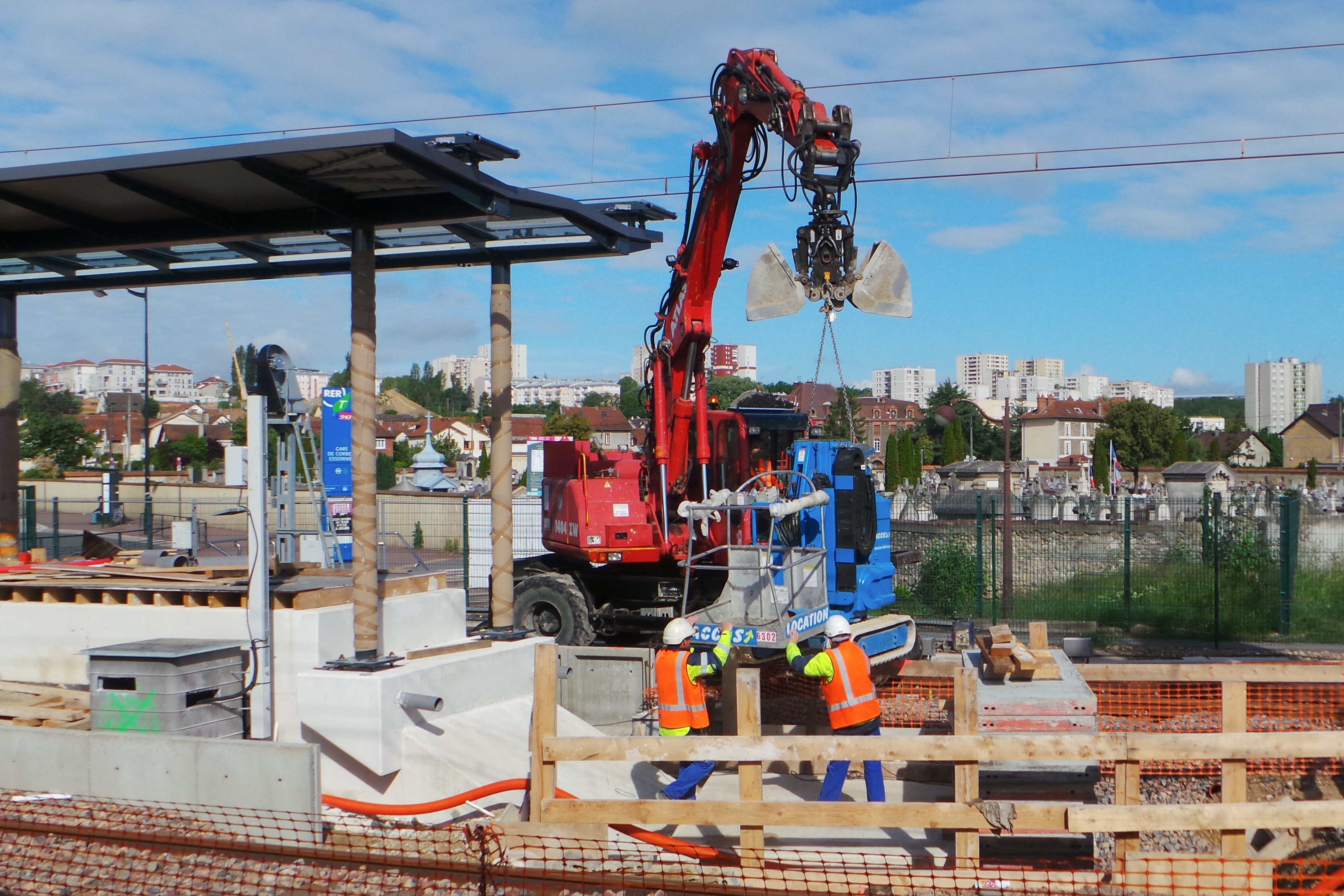
O acesso subterrâneo funciona em maio de 2013.
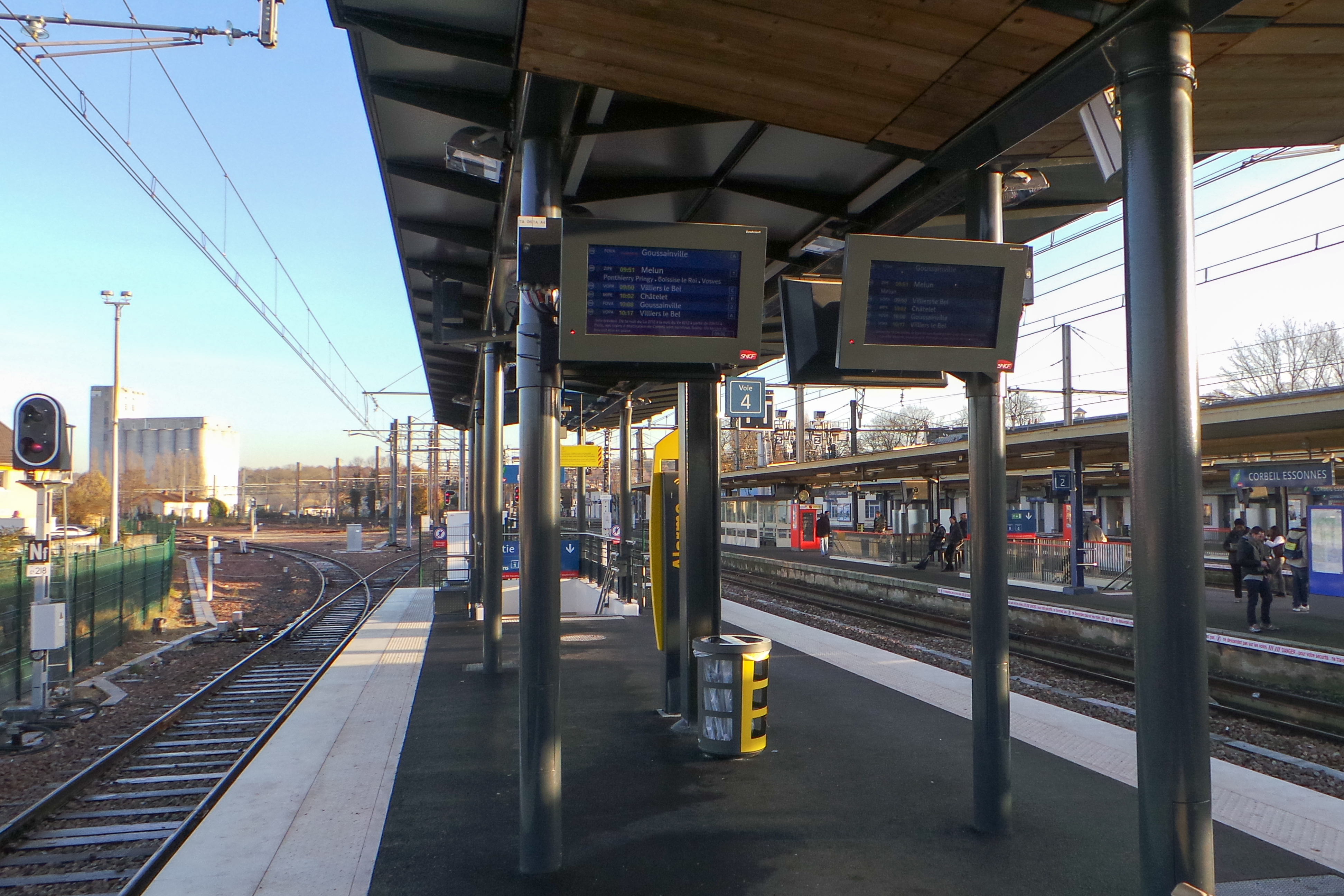
Pier 4 em serviço em dezembro de 2013.

## Construção da passarela
Até 2017, a estação de Corbeil-Essonnes não permitia o acesso de pessoas com mobilidade reduzida (PMR) às plataformas da estação porque a passagem subterrânea, ligando a Place Henri-Barbusse à rodoviária de Émile-Zola e dando acesso às várias pistas e plataformas do estação, só é acessível por escadas. Sob a lei de 11 de fevereiro de 2005 sobre acessibilidade universal para todas as pessoas com deficiência e na aplicação do seu plano diretor de acessibilidade ao transporte público na Ilha de França, o STIF (atual Île-de-France Mobilités) decidiu no início da década de 2010 a criação de uma passarela que atravessa todos os trilhos e serve todas as plataformas, bem como a rodoviária Émile-Zola por escadas e elevadores. As obras de construção da passarela começam no início de 2016 e serão concluídas no final de 2017. O seu custo é de 6 milhões de euros.

Sélection de vues de la construction de la passerelle en octobre 2016
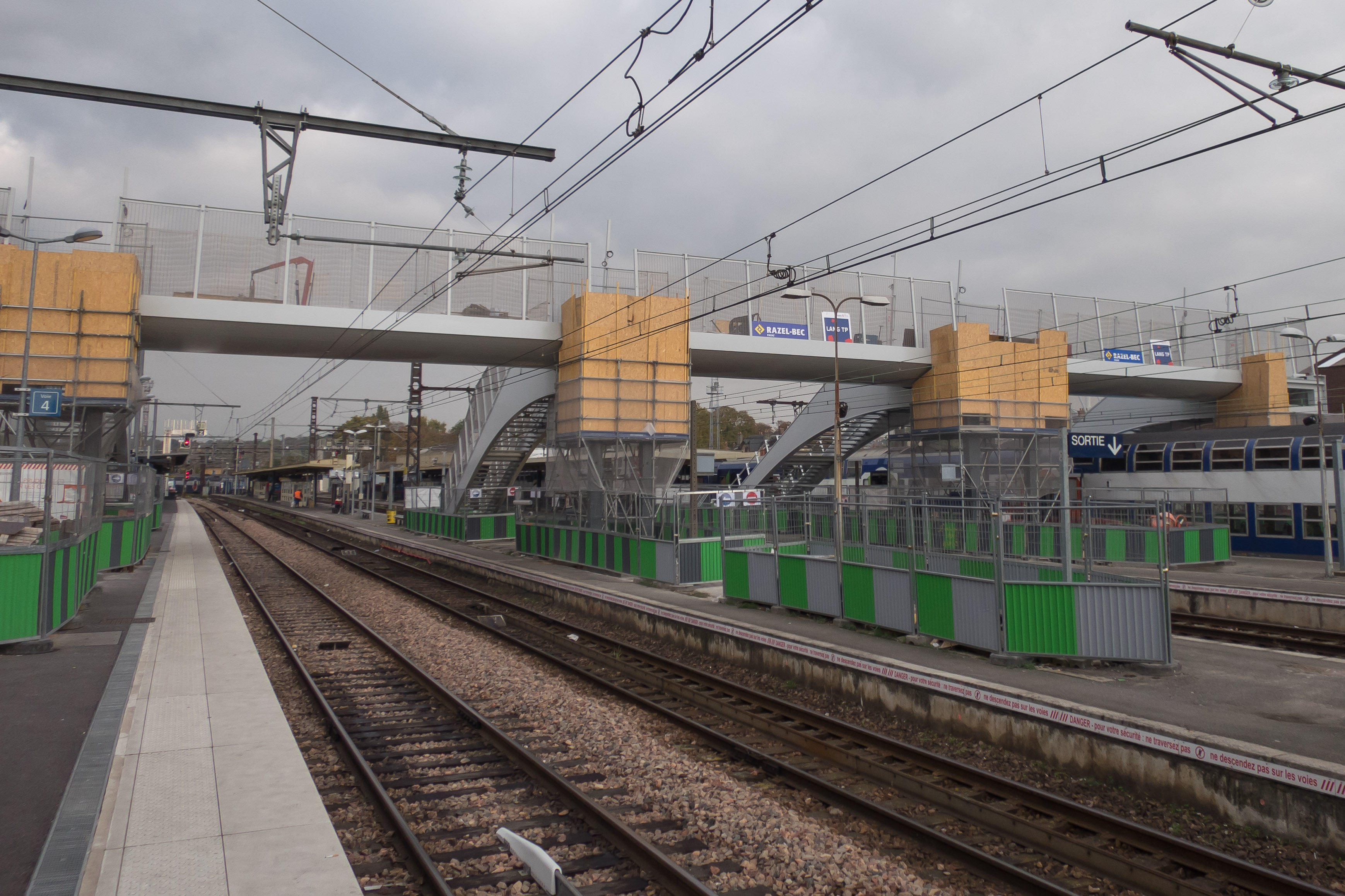
Construção da passarela.
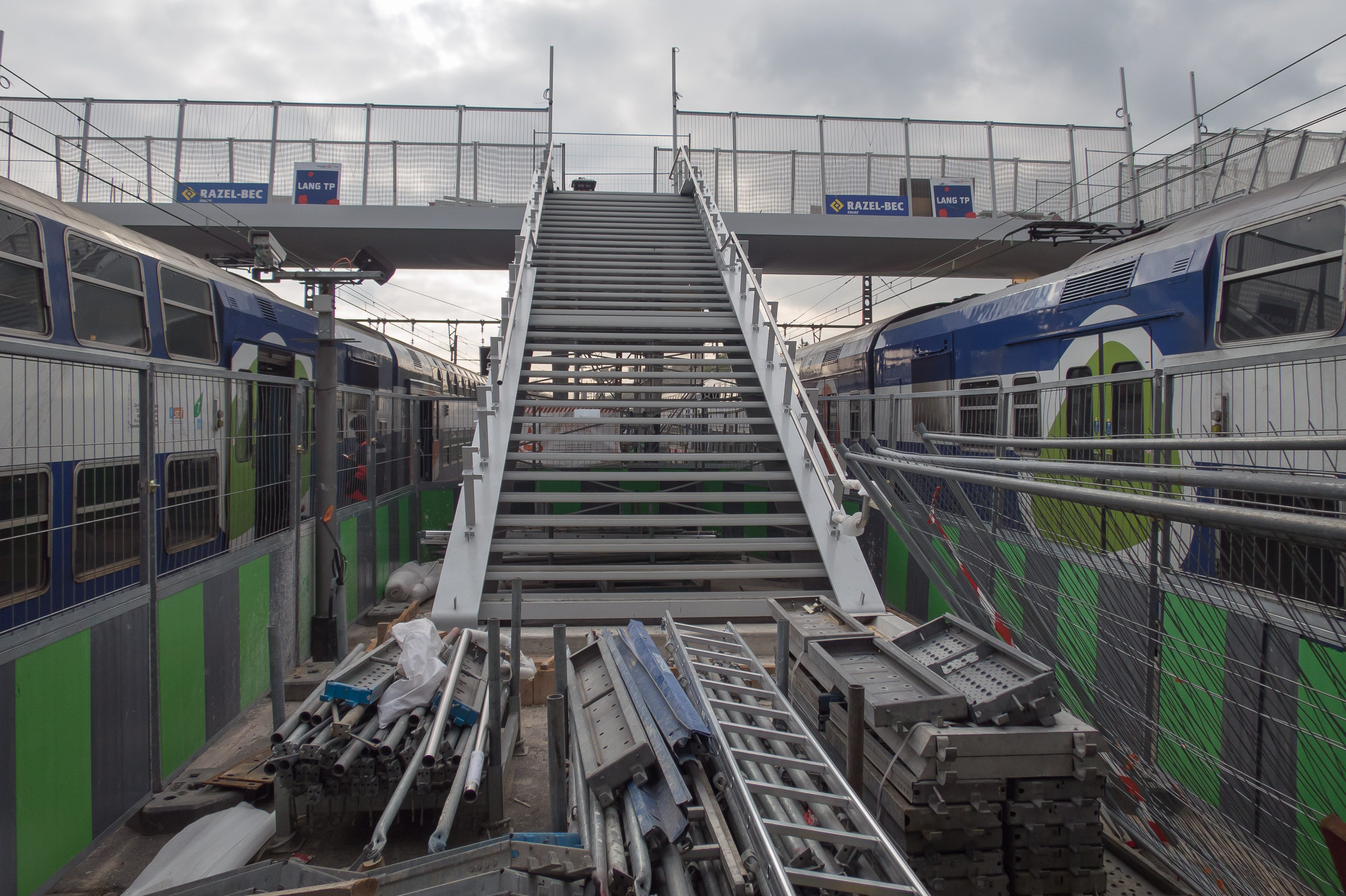
Construção de escadas.
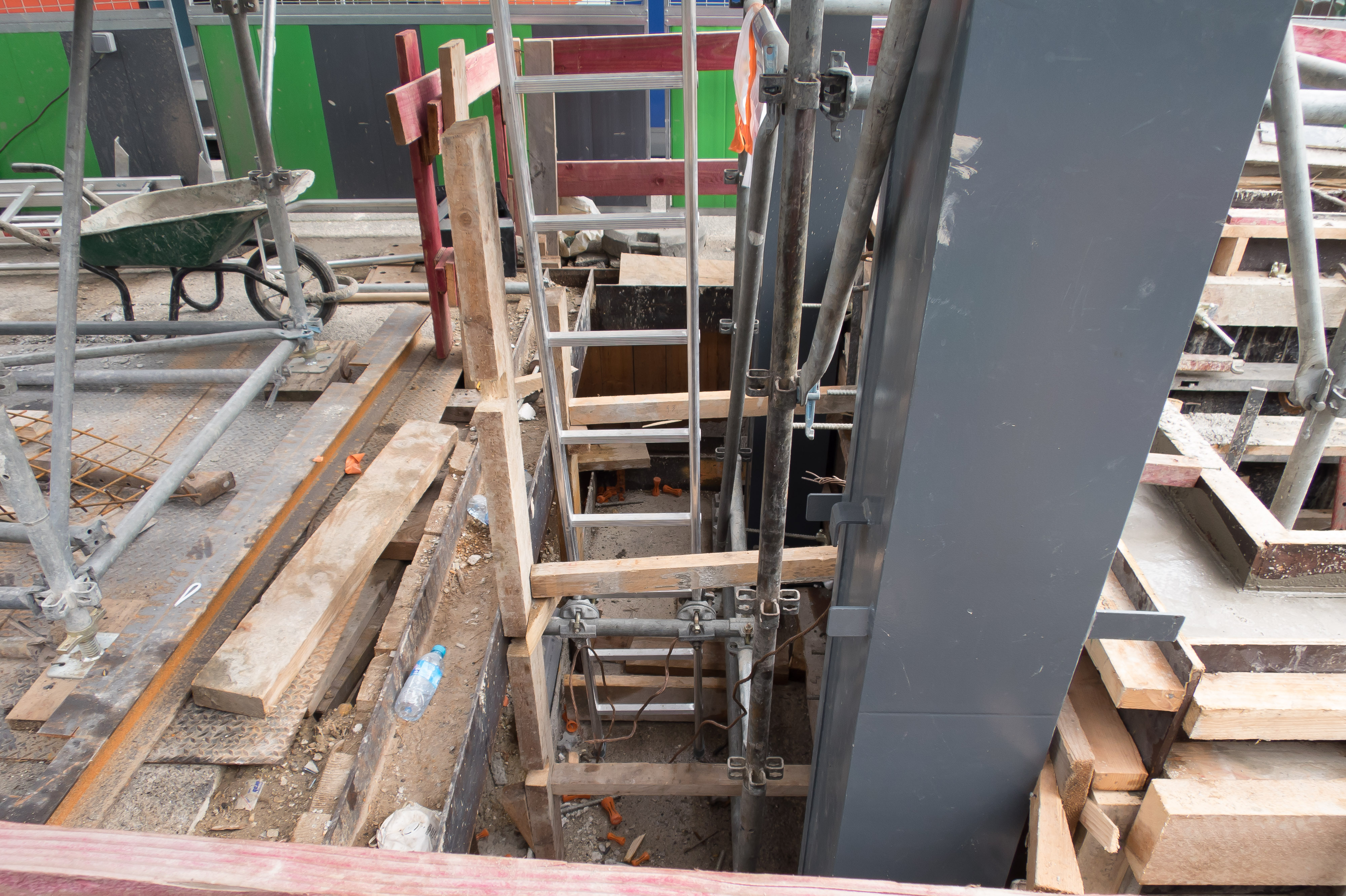
Construção de fundações e suportes de elevação.

Situada na extremidade sul da estação, a passarela tem 56 m de comprimento. A sua altura, posicionada 6 m acima das vias, abrange as 4 plataformas e as 7 vias da estação. Tem 4 escadas e 4 elevadores.

Sélection de vues de la passerelle en juillet 2019
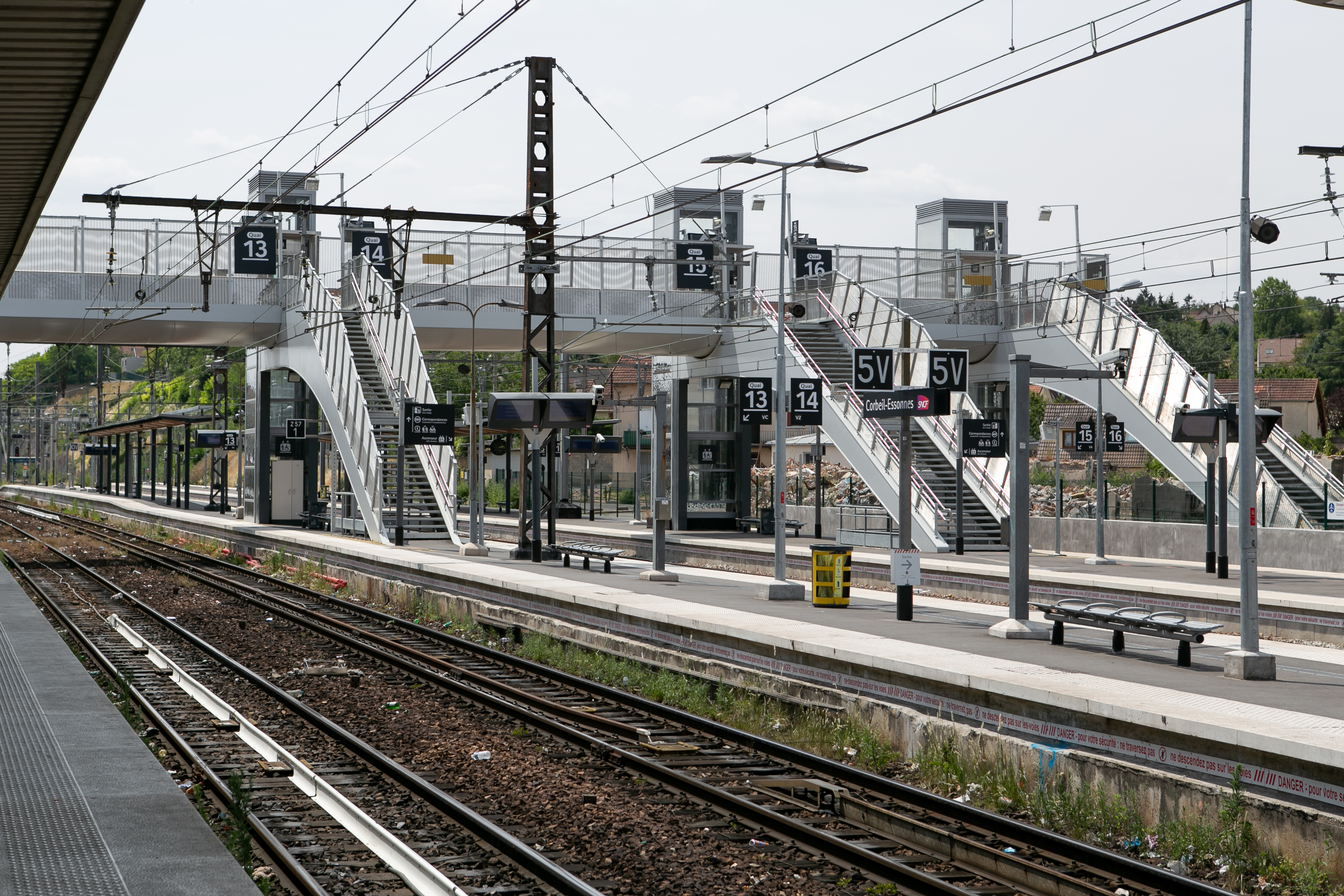
Vista geral da ponte.
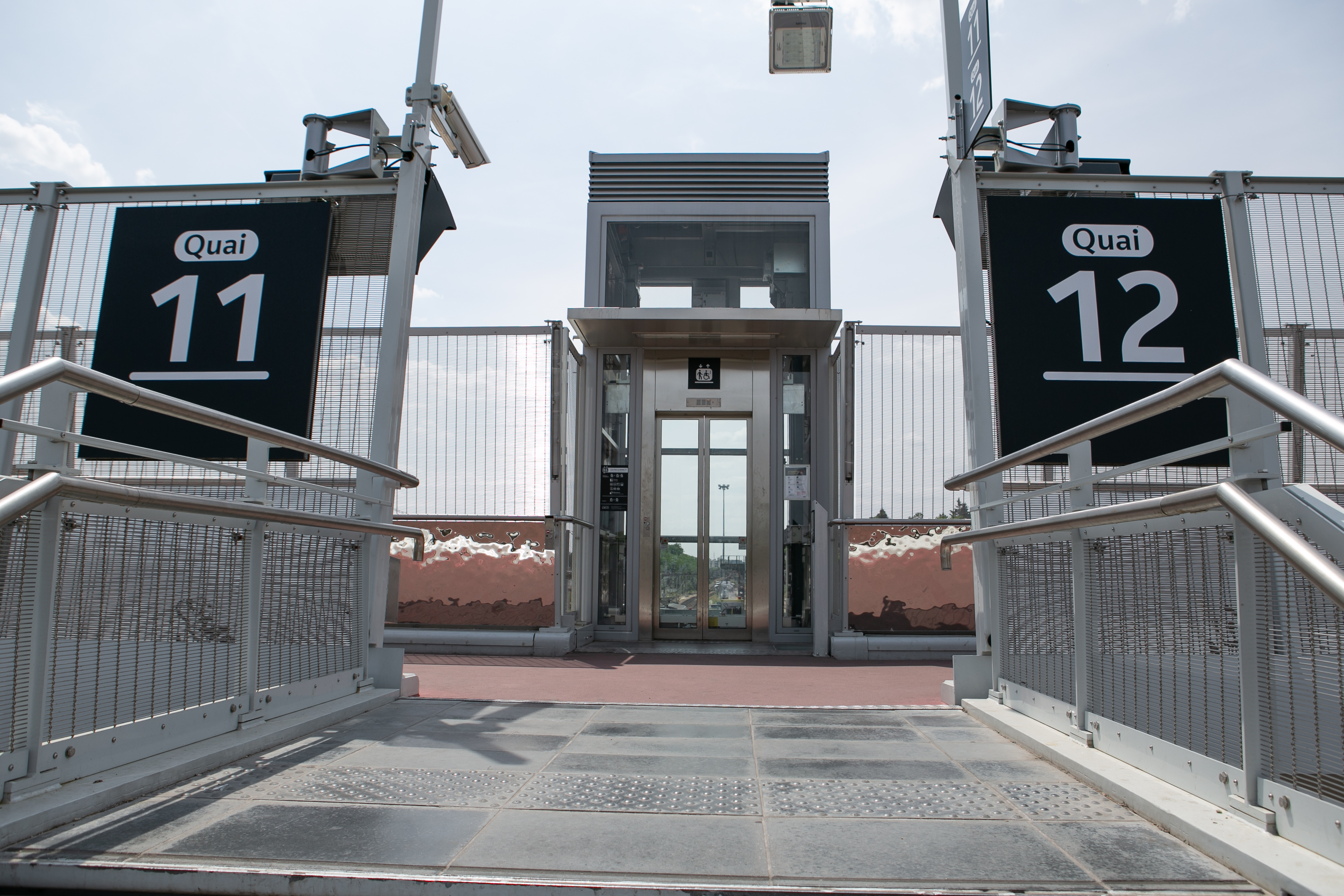
O elevador para as plataformas 11 e 12.
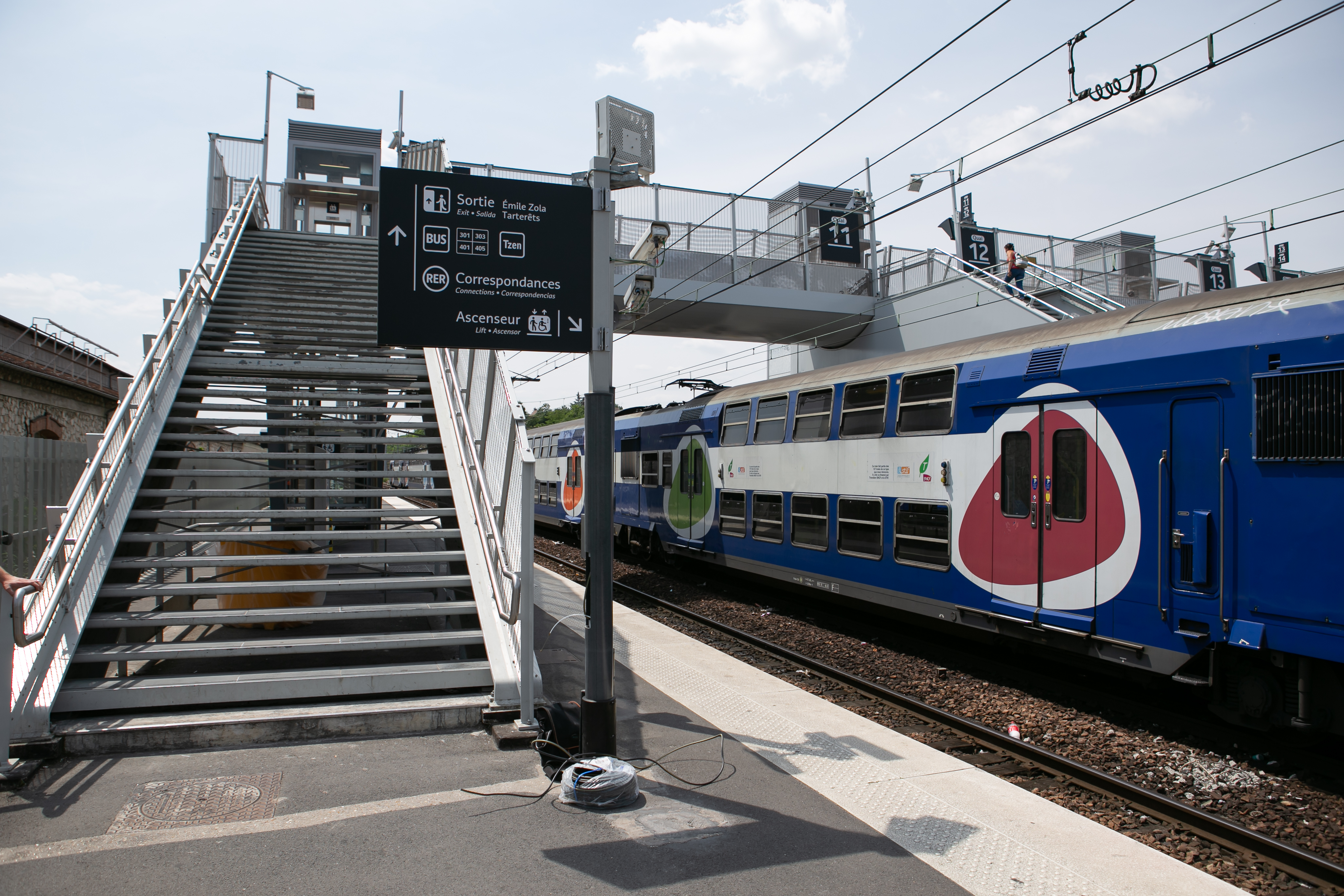
A escada na plataforma 10 que dá acesso à Place Henri-Barbusse.
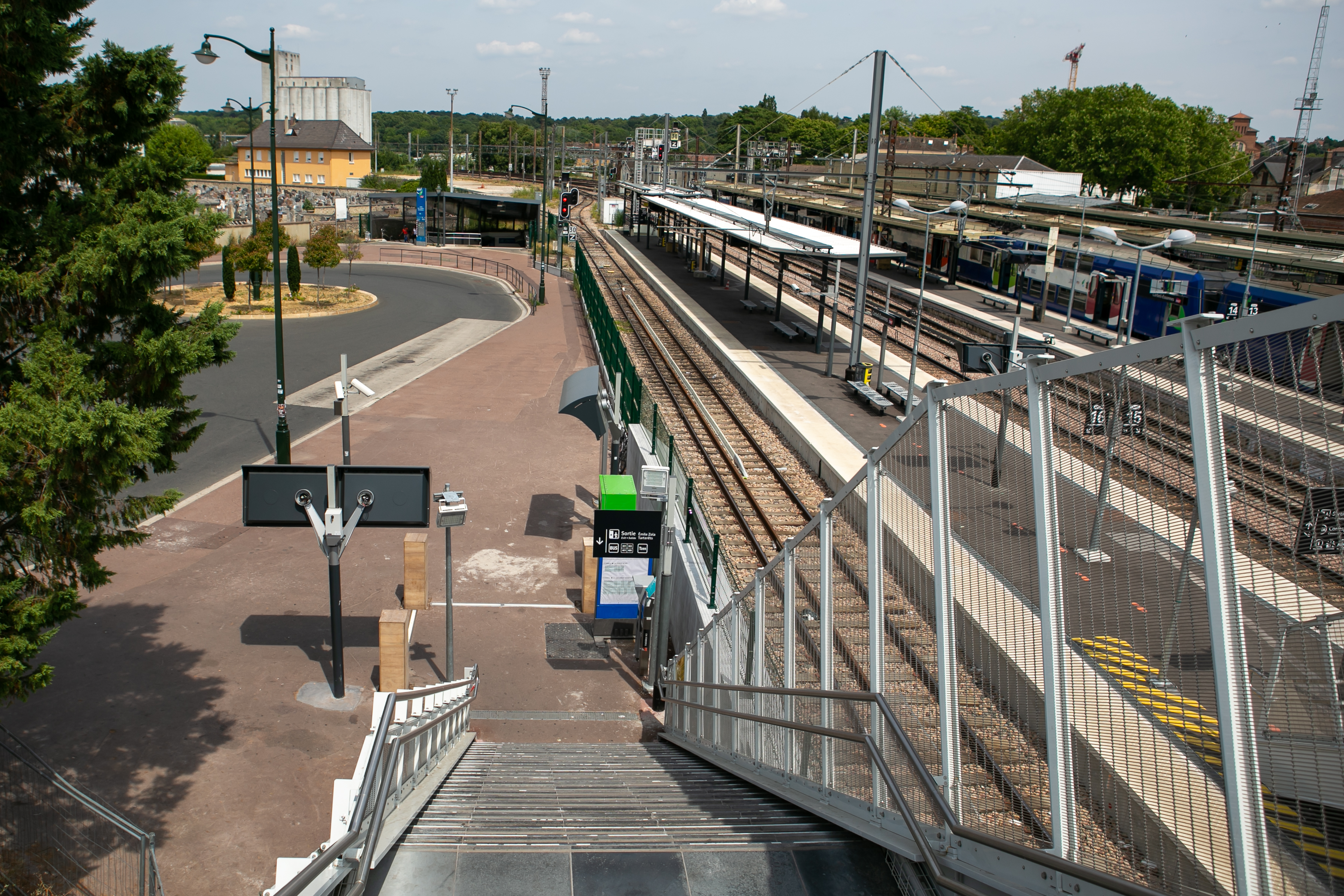
A escadaria na estação de ônibus Émile-Zola.

## Galeria de fotografias

Sélection de photos de trains dans la gare
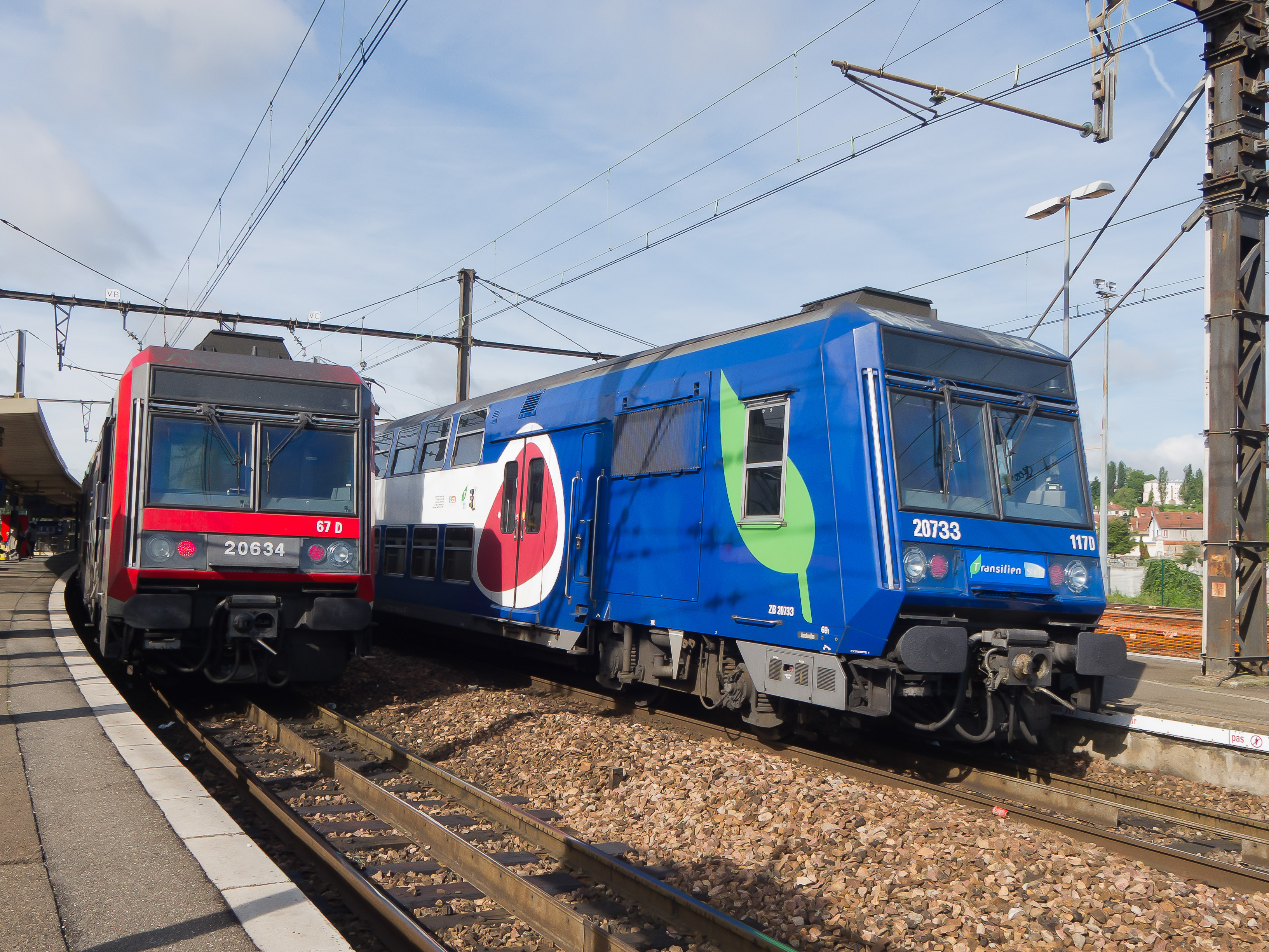
Dois trens Z 20500 em junho de 2012 na plataforma da estação.
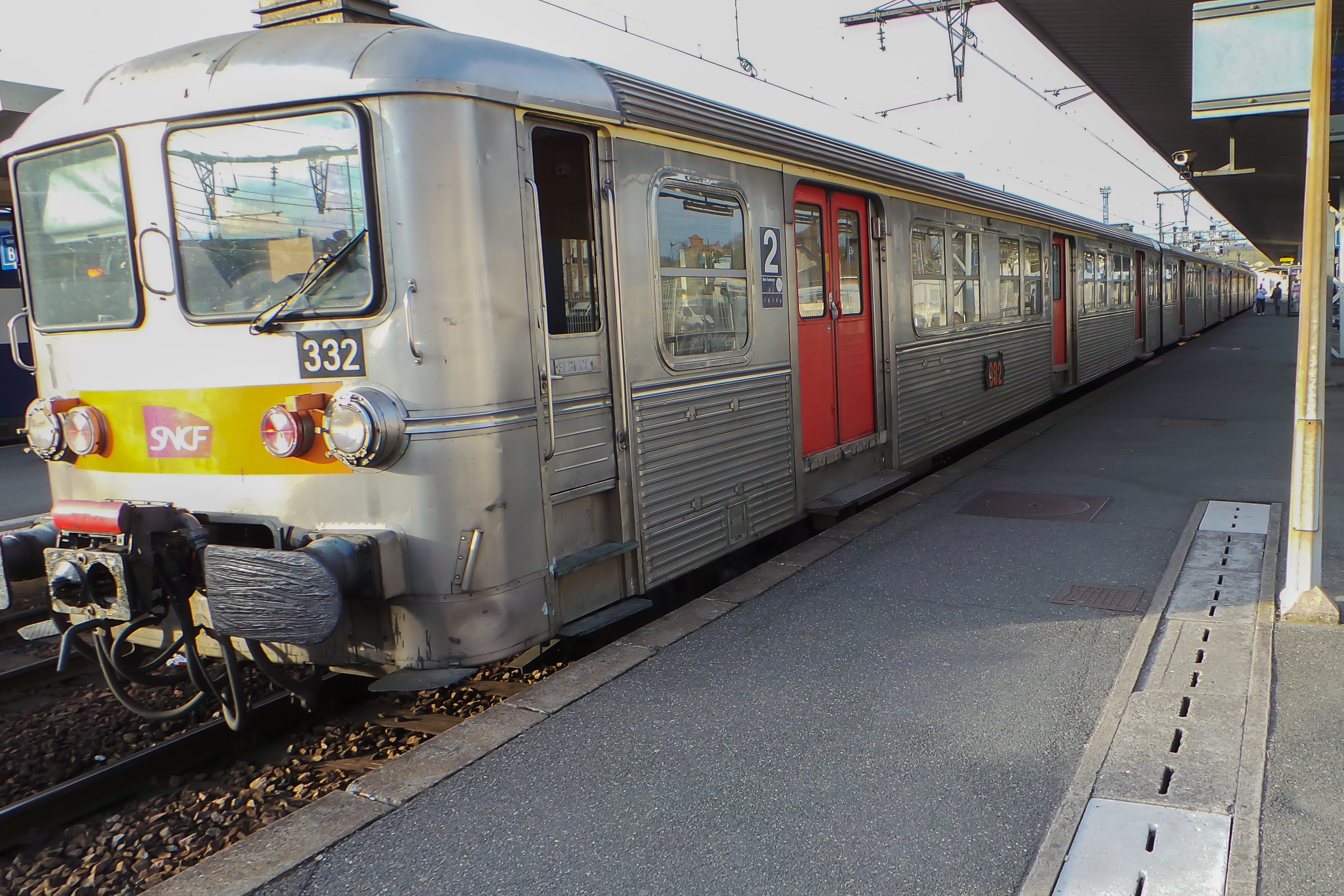
Um trem Z 5300 em abril de 2013 partindo para Melun.
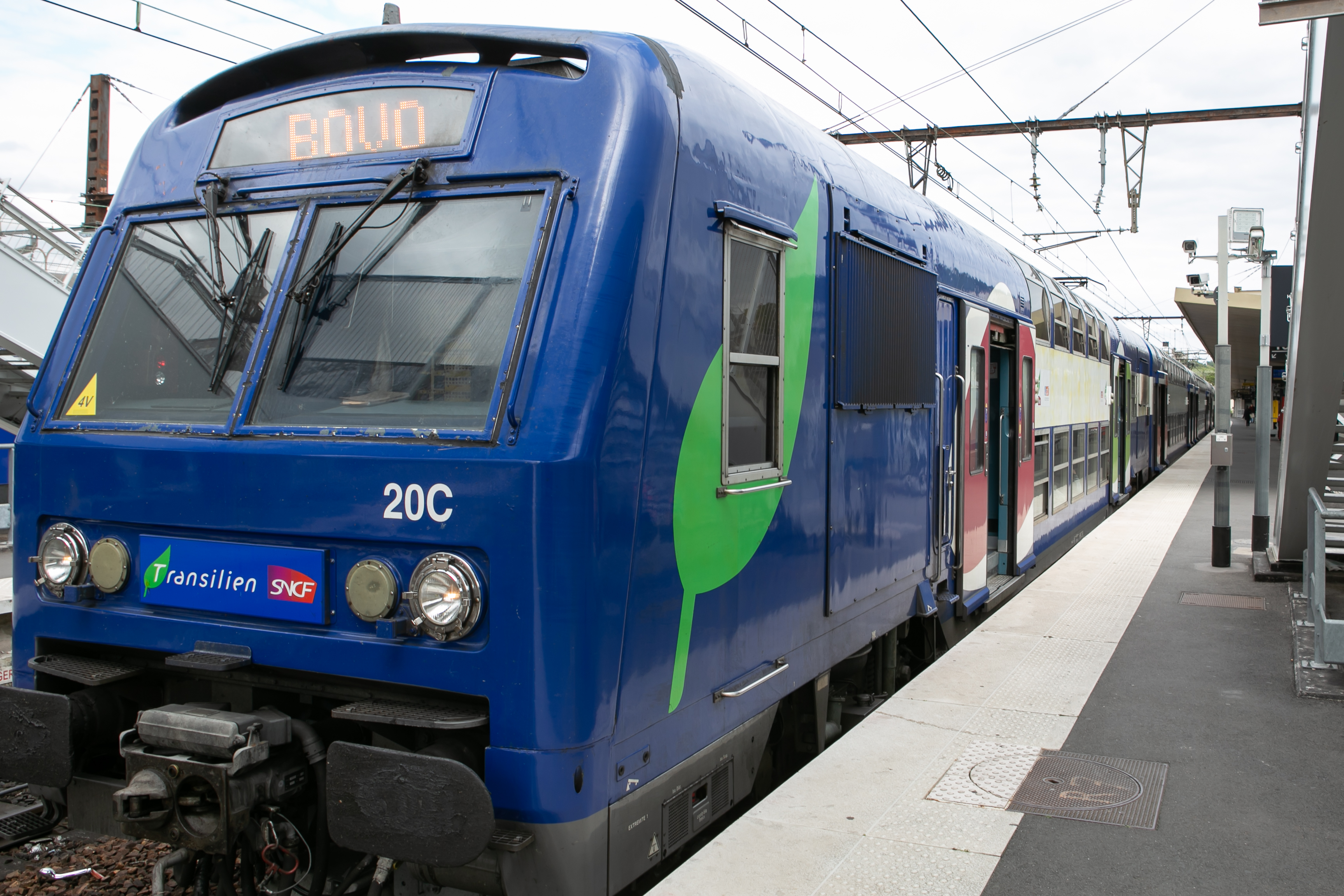
Um trem Z 5600 definido em setembro de 2019 partindo para Malesherbes.
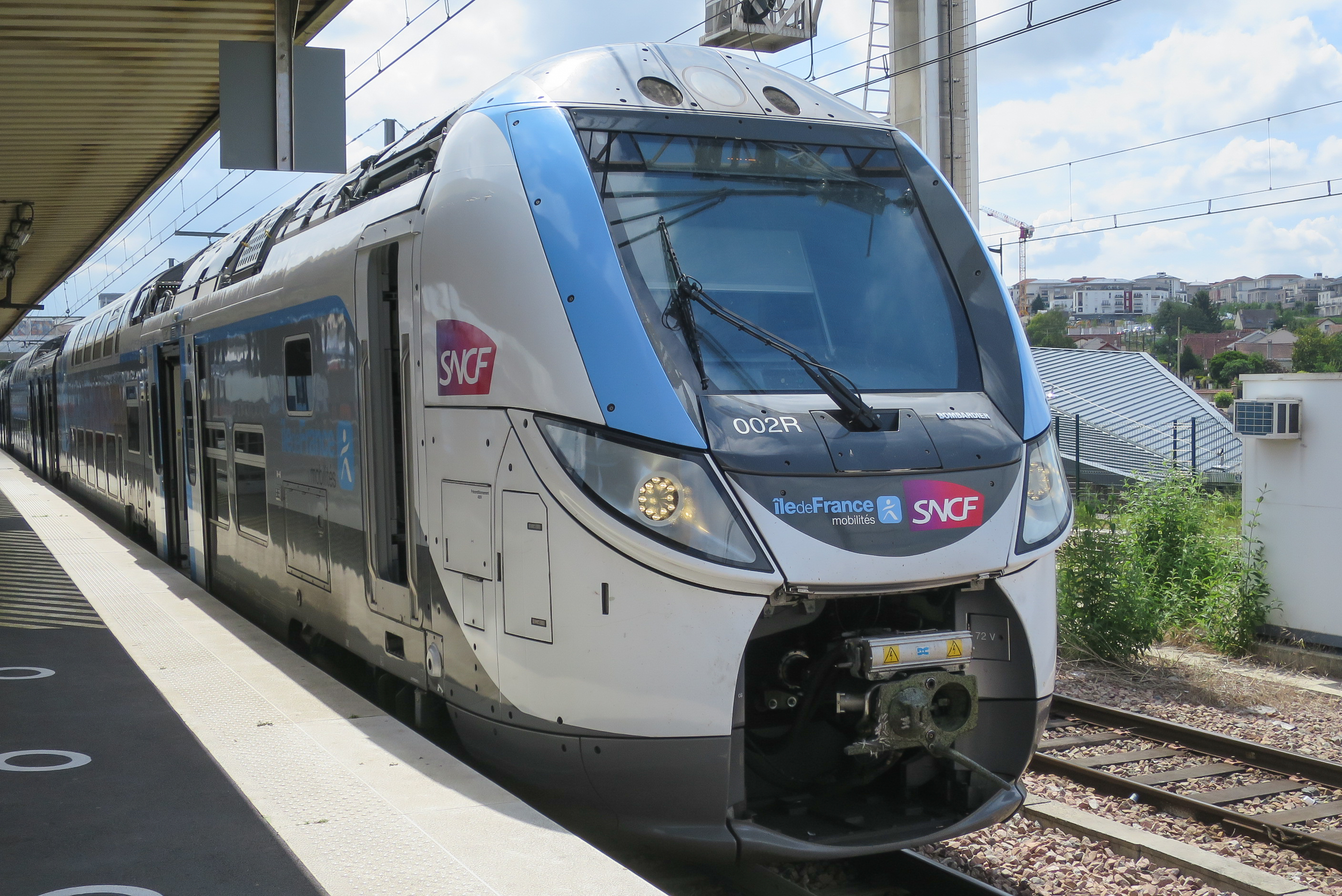
Um trem Z 57000 em junho de 2020 partindo para Juvisy.